# 訃報 2024年6月
訃報 2024年6月（ふほう 2024ねん6がつ）では、2024年6月に物故した、又は物故が報じられた人物についてまとめる。

## 1日 - 15日

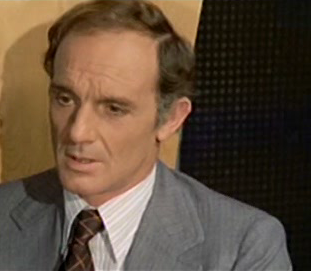
フィリップ・ルロワ／6月1日没

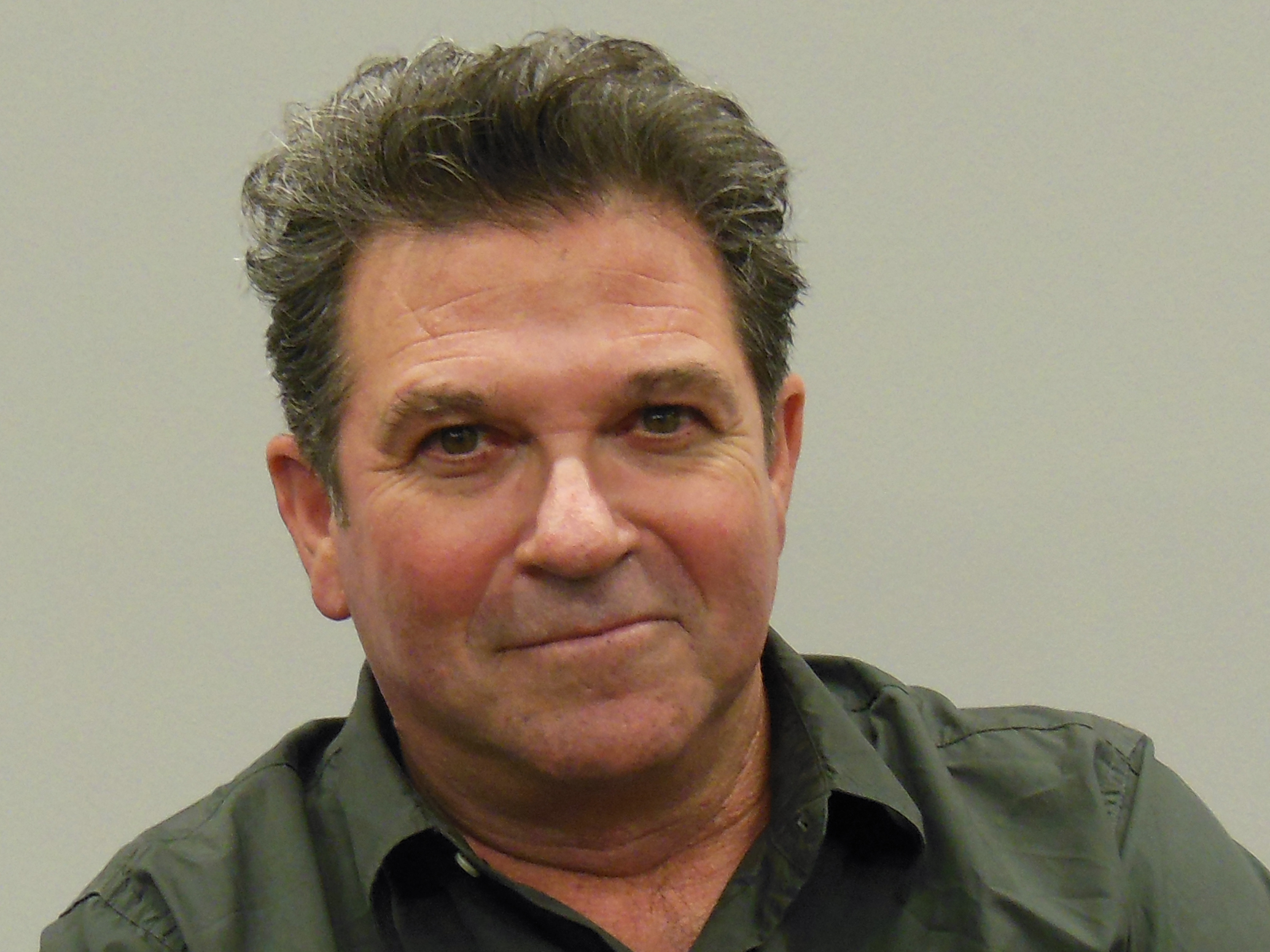
エリック・アンダーソン／6月1日没

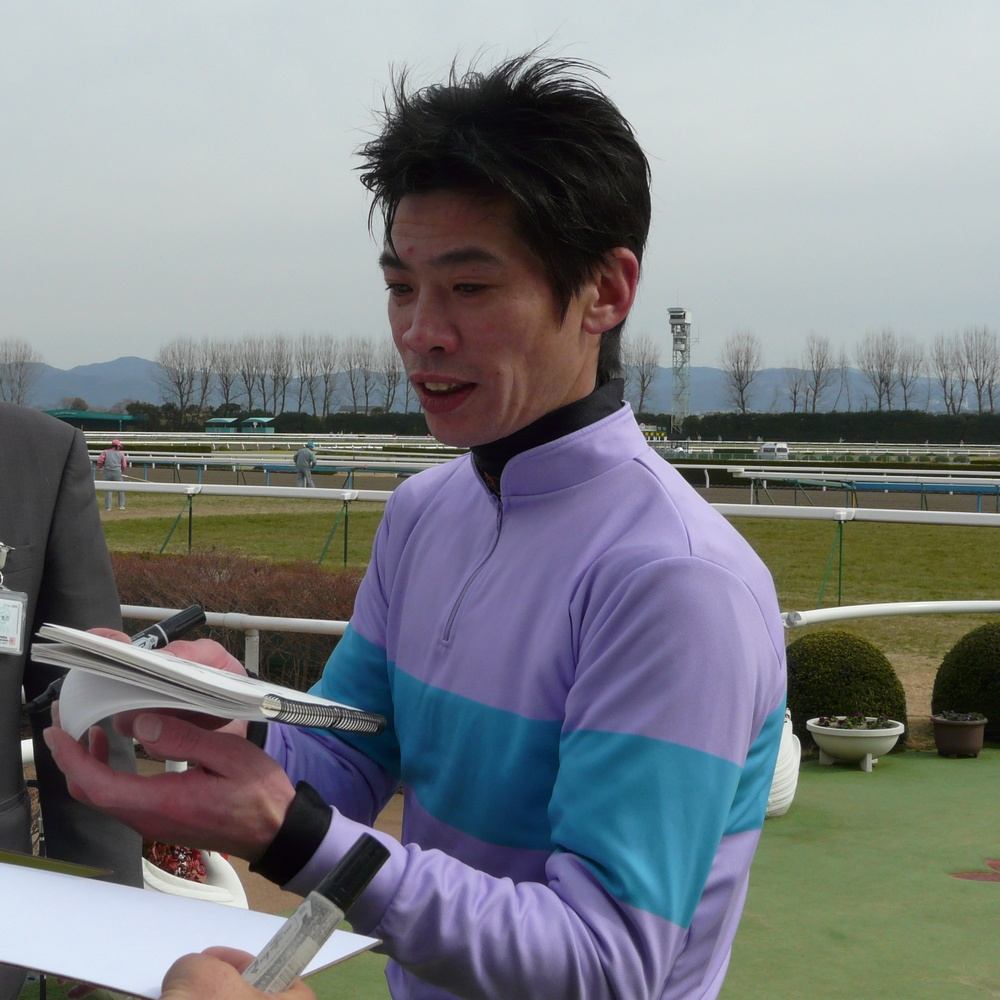
小林徹弥／6月1日没

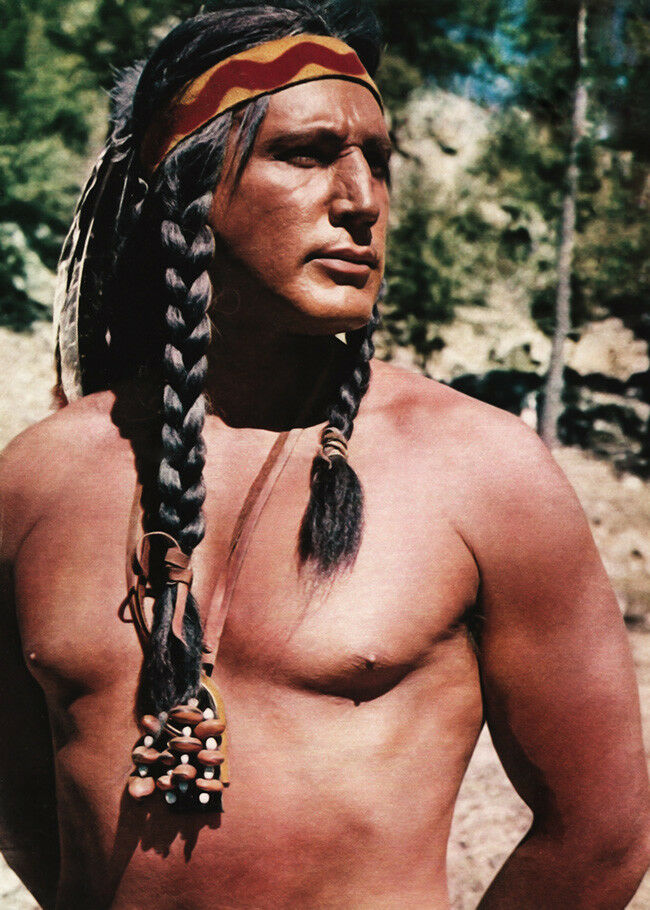
アルマンド・シルベストレ／6月2日没

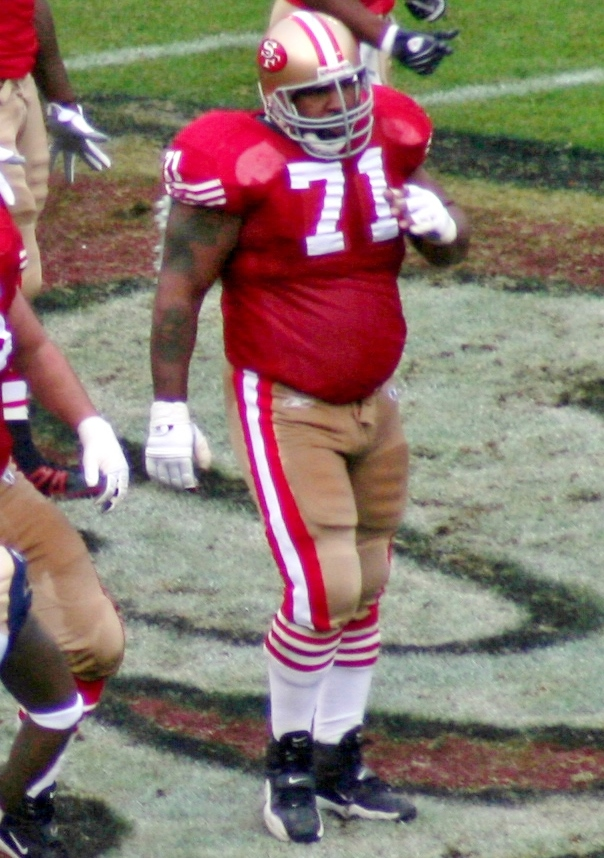
ラリー・アレン／6月2日没

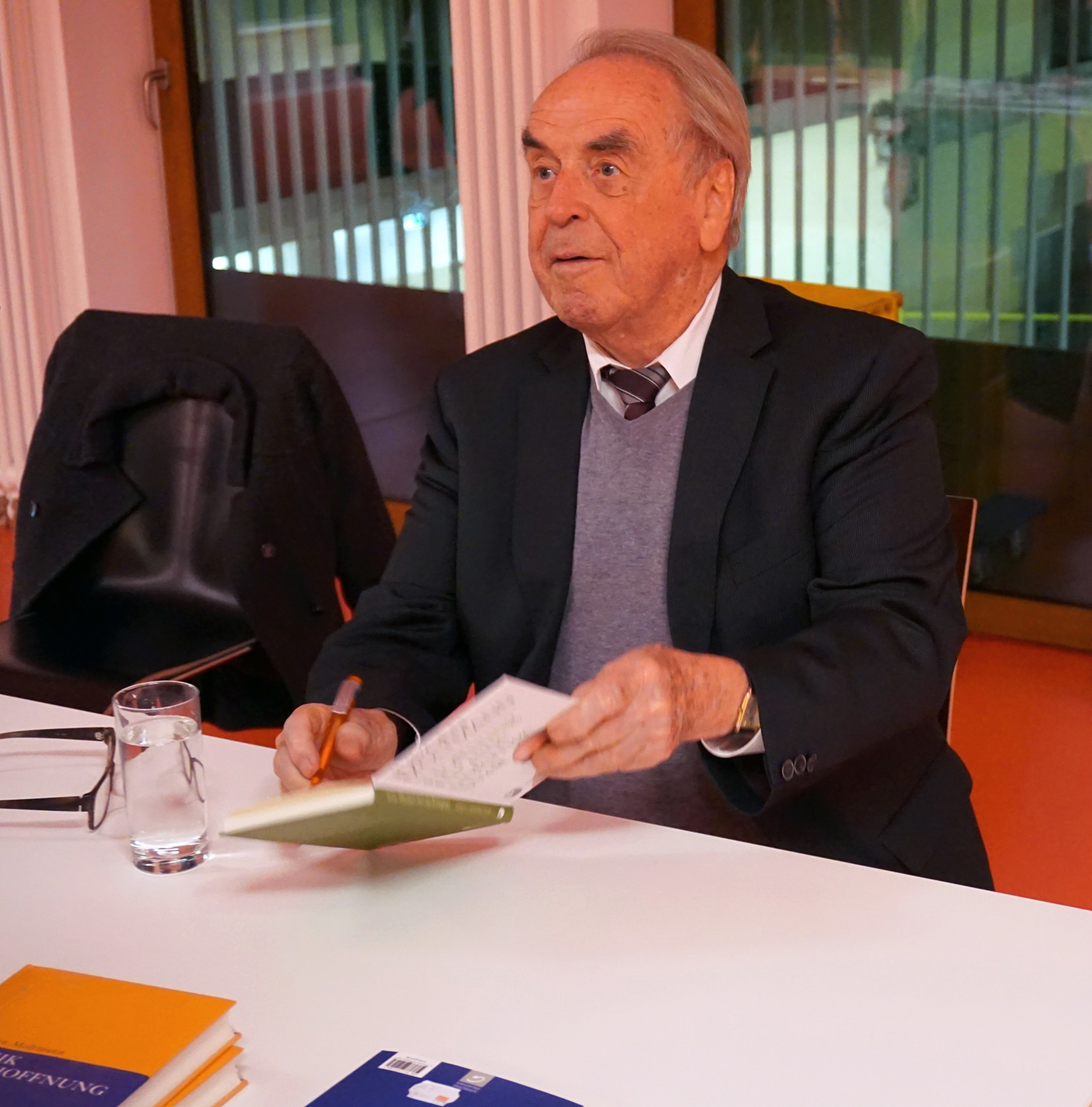
ユルゲン・モルトマン／6月3日没

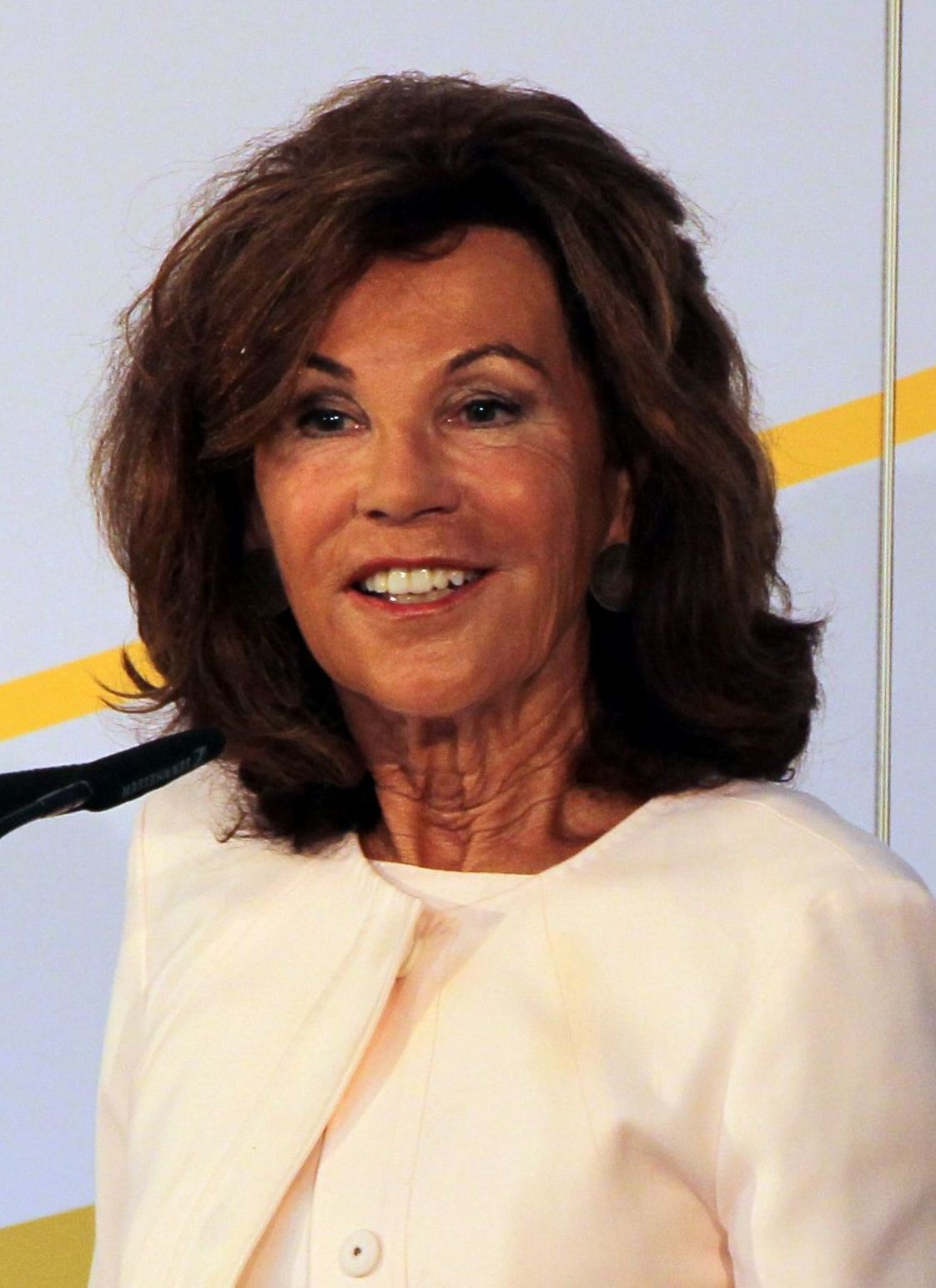
ブリギッテ・ビアライン／6月3日没

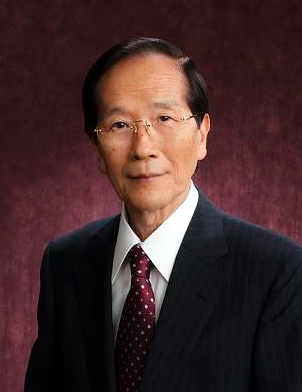
遠藤章／6月5日没

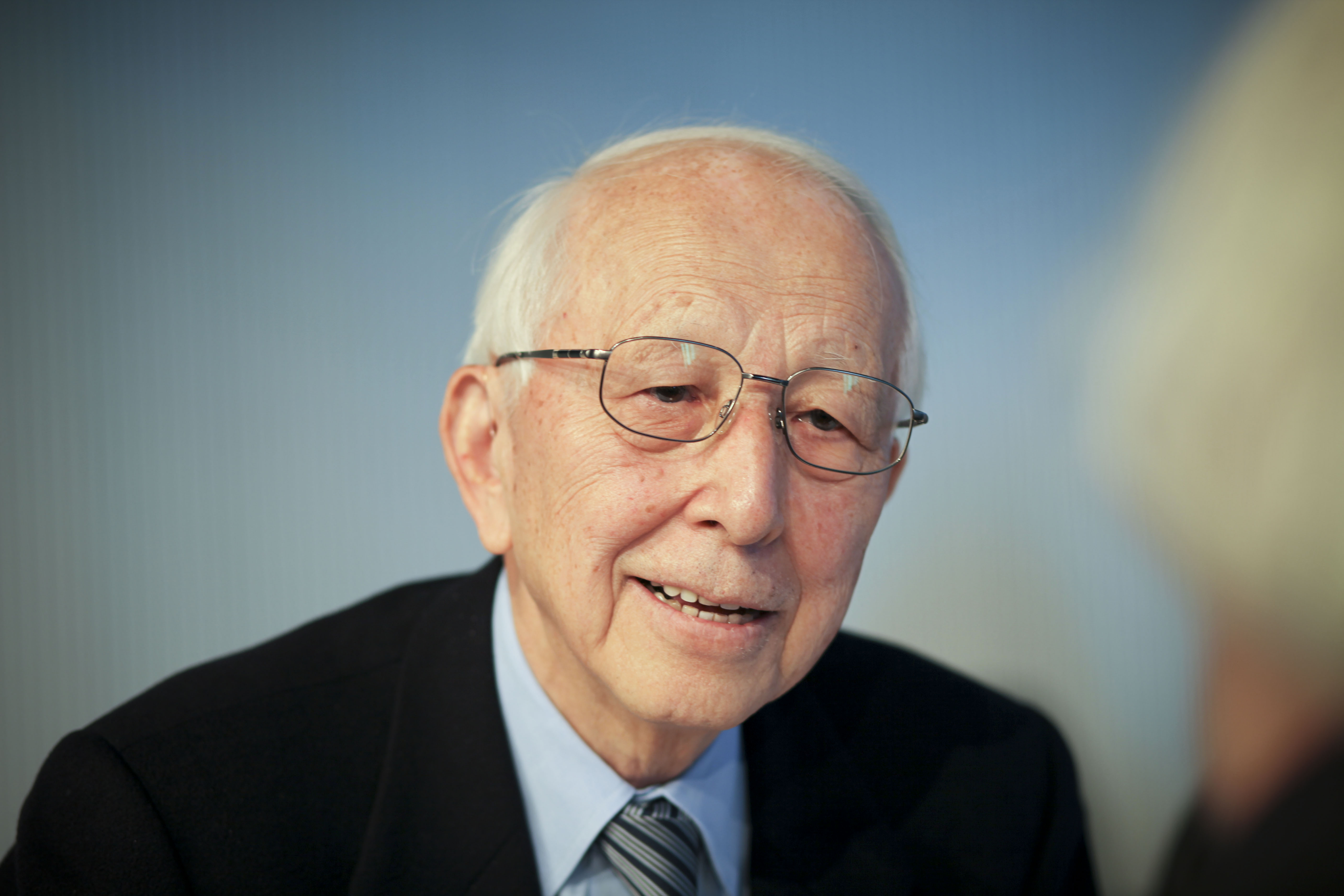
槇文彦／6月6日没

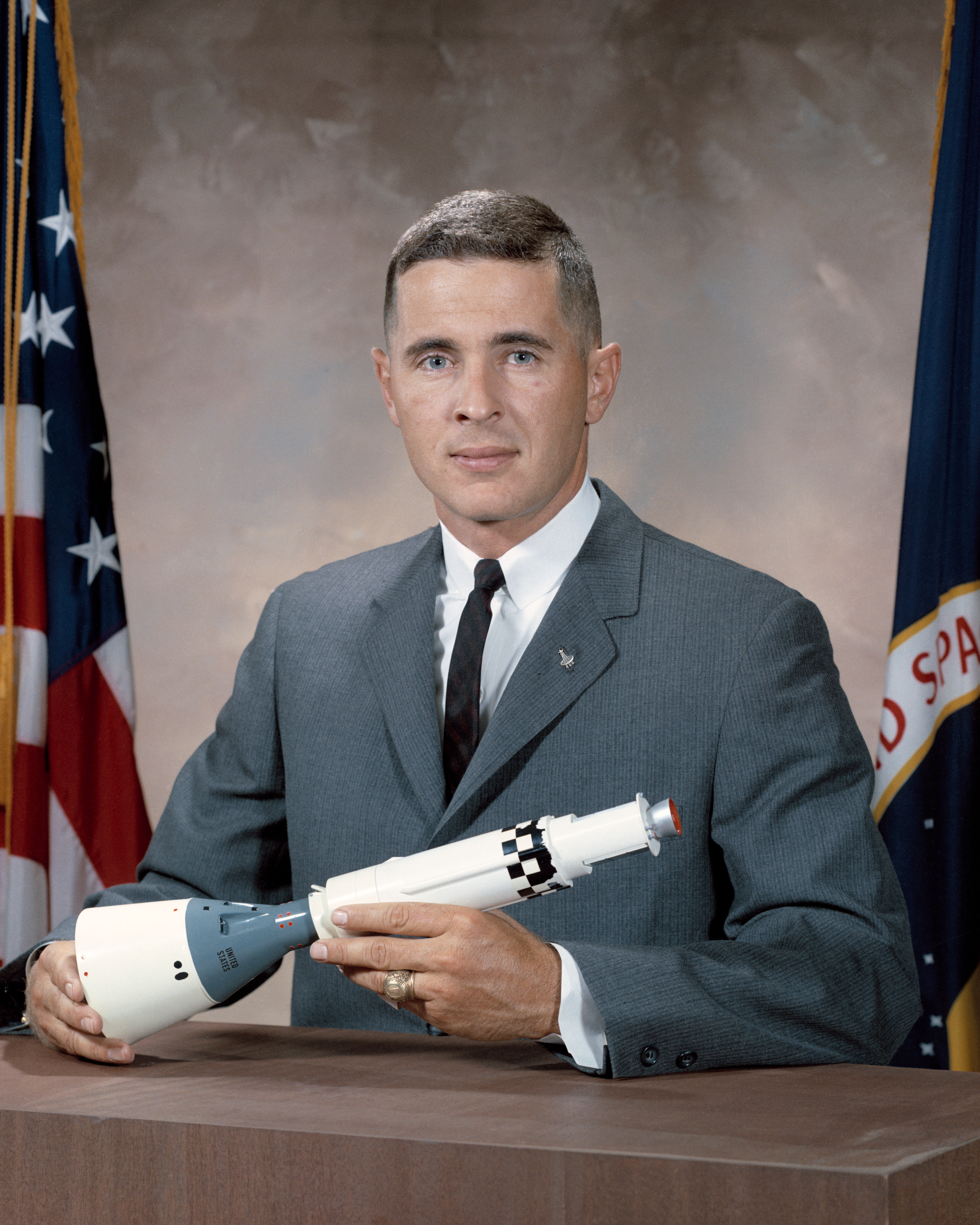
ウィリアム・アンダース／6月7日没

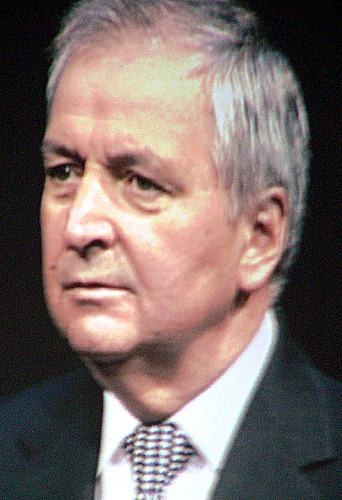
クラウス・テプファー／6月8日没

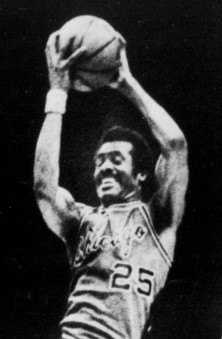
チェット・ウォーカー／6月8日没

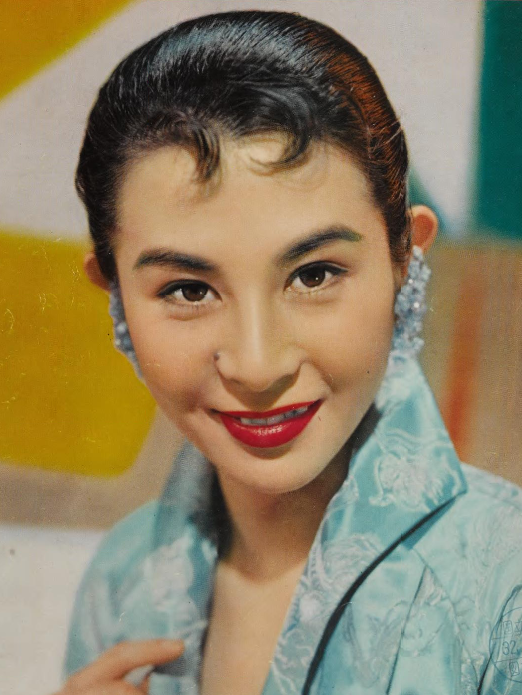
久我美子／6月9日没

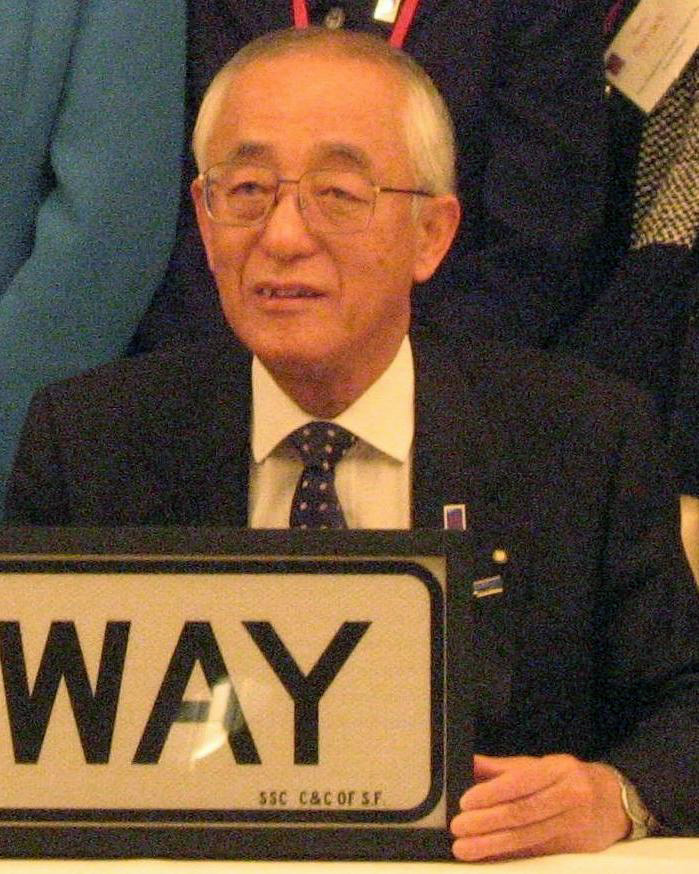
關淳一／6月9日没

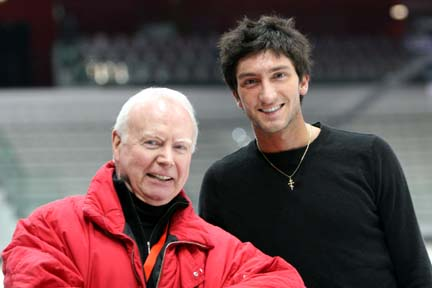
フランク・キャロル（左）／6月9日没

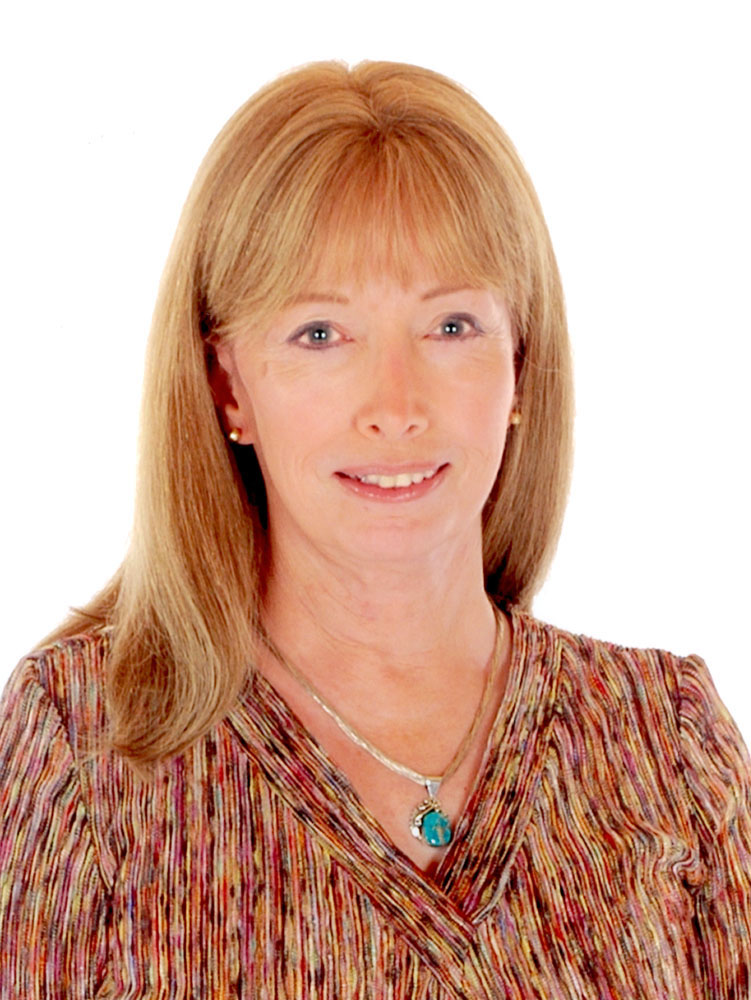
リン・コンウェイ／6月9日没

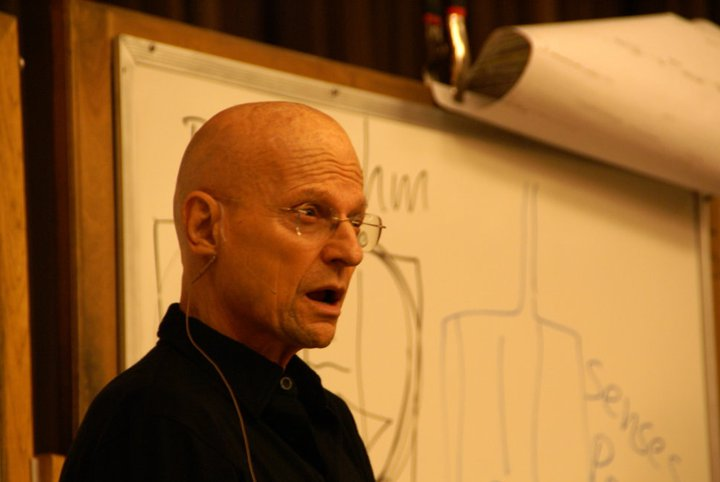
アーノルド・ミンデル／6月10日没

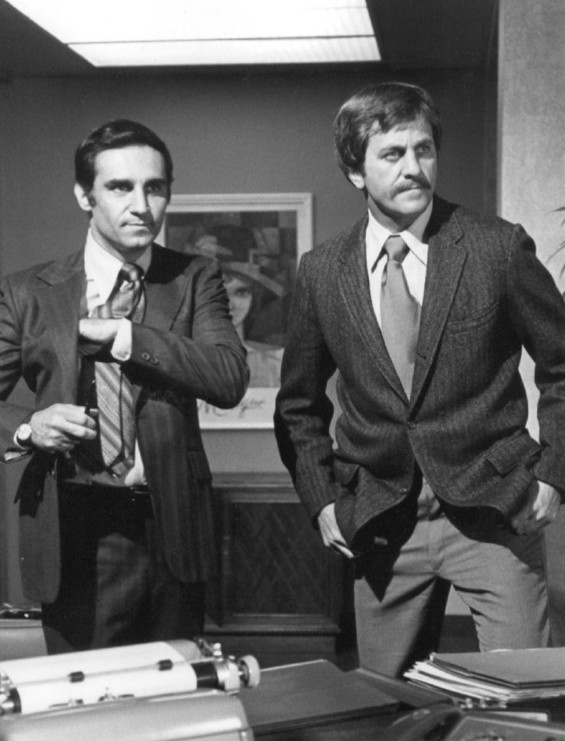
トニー・ロ・ビアンコ（左）／6月11日没

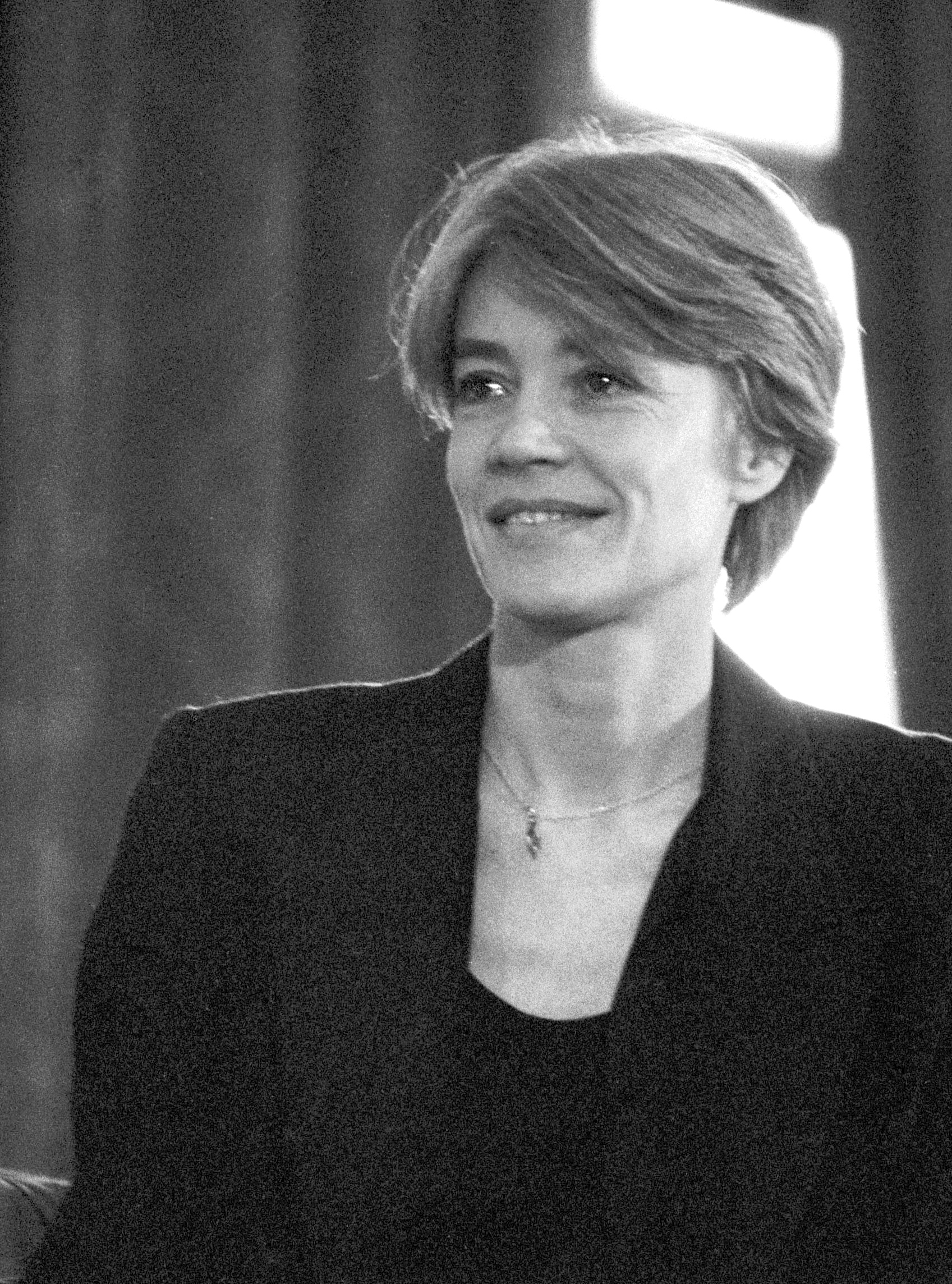
フランソワーズ・アルディ／6月11日没

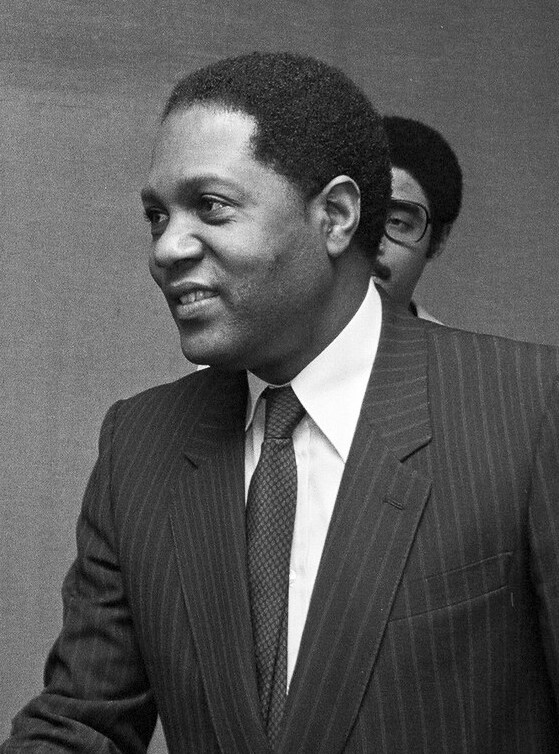
フェルナンド・ジョゼ・デ・フランサ・ディアス・ヴァン＝デュネム／6月12日没

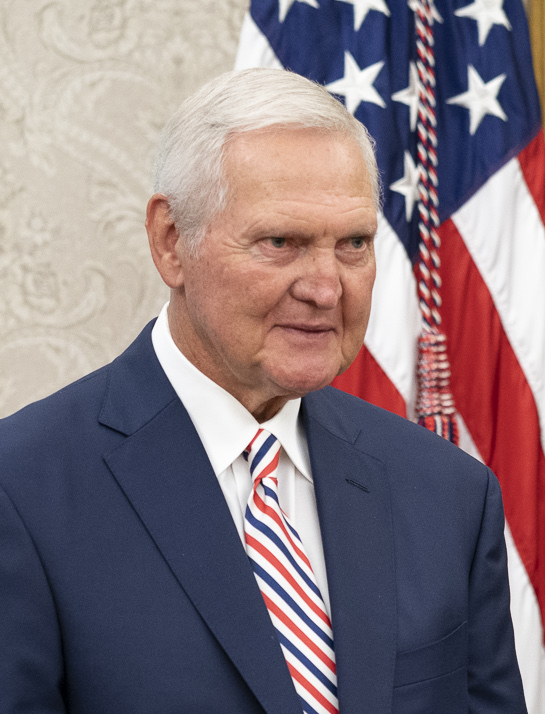
ジェリー・ウェスト／6月12日没

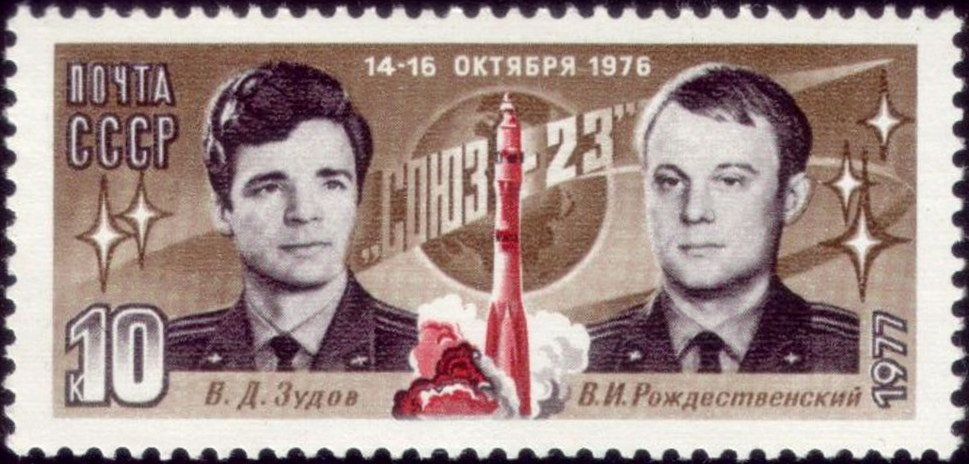
ヴャチェスラフ・ズードフ（左）／6月12日没

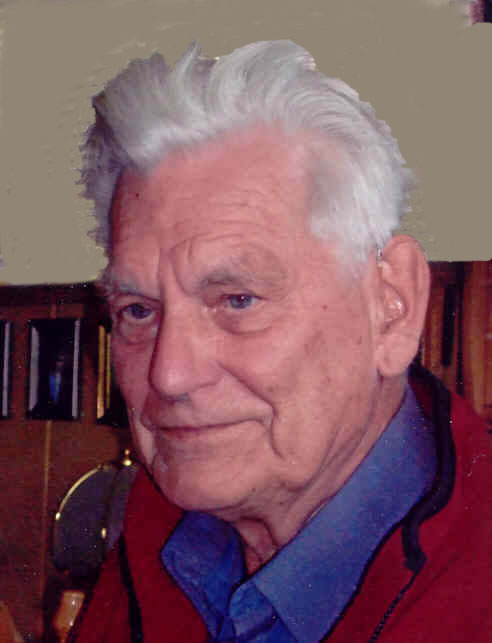
トリグヴェ・リーンスカウク／6月14日没

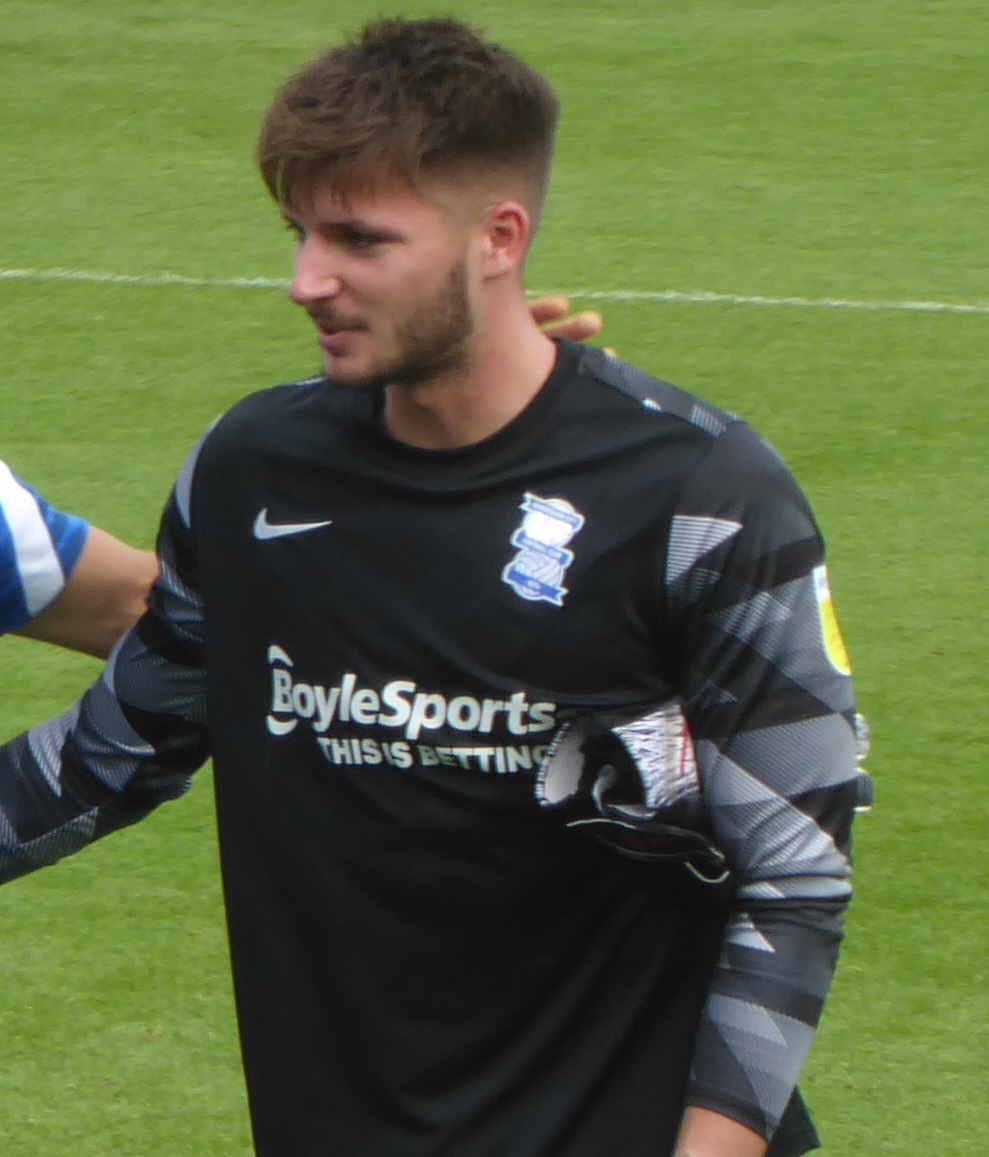
マティヤ・シャルキッチ／6月15日没

- 6月1日 - ティン・ウ、ミャンマーの陸軍軍人、政治家、政治活動家、ミャンマー陸軍将軍、元国防相、元ミャンマー軍総司令官、国民民主連盟創始者・元中央執行委員会議長（* 1927年）[1]
- 6月1日 - トニ・フェラス・ヌニェス（英語版）、スペインの元ロードサイクリスト（* 1929年）[2]
- 6月1日 - フィリップ・ルロワ、フランスの俳優（* 1930年）[3]
- 6月1日 - ルート・マリア・クビチェク（英語版）、チェコスロバキア出身のドイツの女優（* 1931年）[4]
- 6月1日 - 野崎俊夫、日本の実業家、研音グループ創業者（* 1935年?）[5]
- 6月1日 - アンジェイ・コステンコ（英語版）、ポーランドの脚本家、映画監督、撮影監督、俳優（* 1936年）[6]
- 6月1日 - 外山勝志、日本の神職、明治神宮名誉宮司（* 1937年）[7]
- 6月1日 - アルトゥール・チリンガーロフ（英語版）、ソビエト連邦、ロシアの極地探検家、海洋学者、政治家、ロシア国家院議員、元ロシア連邦院議員（* 1939年）[8]
- 6月1日 - ディック・シアーズ（英語版）、アメリカ合衆国の政治家、バーモント州議会上院（英語版）議員【民主党所属】（* 1943年）[9]
- 6月1日 - ハリー・ファン・ホーフ（英語版）、オランダの作曲家、指揮者、編曲家（* 1943年）[10]
- 6月1日 - ホセ・ドミンゲス・アバスカル（スペイン語版）、スペインの産業工学者、政治家、実業家、元エネルギー担当国務長官（英語版）、元アンダルシア州大学・研究・技術担当長官、元セビリア大学教授・副学長（* 1953年）[11]
- 6月1日 - コリーナ・メストレ（スペイン語版）、キューバの女優（* 1954年）[12]
- 6月1日 - エリック・アンダーソン、アメリカ合衆国の俳優（* 1956年）[13]
- 6月1日 - 植竹英次、日本の放送作家（* 1962年）[14]
- 6月1日 - 小林徹弥、日本の調教助手、元騎手【日本中央競馬会所属】（* 1974年）[15]
- 6月2日 - ジャニス・ペイジ（英語版）、アメリカ合衆国の女優、歌手（* 1922年）[16]
- 6月2日 - アルマンド・シルベストレ、アメリカ合衆国出身のメキシコの俳優（* 1926年）[17]
- 6月2日 - エマ・ルー・ディーマー（英語版）、アメリカ合衆国の作曲家（* 1927年）[18]
- 6月2日 - 土屋俊明、日本の元ラグビーユニオン選手、元同国代表、元日本ラグビーフットボール協会副会長、元九州ラグビーフットボール協会会長（* 1932年）[19]
- 6月2日 - カール・ケイン（英語版）、アメリカ合衆国の元プロバスケットボール選手、元同国代表、1956年オリンピック金メダリスト（* 1934年）[20]
- 6月2日 - 白亨祚、大韓民国の警察公務員、政治家、元全羅南道知事、元警察大学学長（* 1935年または1936年）[21]
- 6月2日 - ダヴィド・レヴィ（英語版）、イスラエルの政治家、元副首相（英語版）・外相・住宅建設相、元クネセト議員（* 1937年）[22]
- 6月2日 - 岡本惠昭、日本の民俗学者、臨済宗の僧侶、祥雲寺住職（* 1938年）[23]
- 6月2日 - エドガルド・コサリンスキー（英語版）、アルゼンチンの作家、脚本家、映画監督（* 1939年）[24]
- 6月2日 - 平岩定法、日本の教育学者、至学館大学名誉教授（* 1939年）[25]
- 6月2日 - コリン・ギブ（英語版）、イギリスのミュージシャン、「ブラック・レース（英語版）」のメンバー（* 1953年）[26]
- 6月2日 - ラリー・アレン、アメリカ合衆国の元アメリカンフットボール選手（* 1971年）[27]
- 6月2日（訃報発表日） - ロブ・バロウ（英語版）、イギリスの元ラグビーリーグ選手、元イングランド・イギリス代表（* 1982年）[28]
- 6月3日 - ウィリアム・ラッセル（英語版）、イギリスの俳優（* 1924年）[29]
- 6月3日（訃報発表日） - デュアン・クルー（英語版）、アメリカ合衆国の元プロバスケットボール選手、バスケットボール・テニス指導者、インディアナ州立大学名誉教授・元コーチ（* 1926年）[30]
- 6月3日 - ユルゲン・モルトマン、ドイツの福音主義神学者、牧師、元ウッパータール神学大学・ボン大学・テュービンゲン大学教授（* 1926年）[31]
- 6月3日 - 小峰一允、日本の真言宗の僧侶（大僧正）、三寳寺住職、元全日本仏教会会長、元真言宗智山派管長・総本山智積院化主、元後七日御修法大阿（* 1933年）[32]
- 6月3日（訃報発表日） - ロン・モリス（英語版）、アメリカ合衆国の元棒高跳選手、指導者、1960年オリンピック銀メダリスト（* 1935年）[33]
- 6月3日 - 若生智男、日本の元プロ野球選手【毎日オリオンズ・大毎オリオンズ・阪神タイガース・広島東洋カープ所属】、元プロ野球コーチ（* 1937年）[34]
- 6月3日 - ブリギッテ・ビアライン、オーストリアの裁判官、政治家、元首相、元憲法裁判所（英語版）長官（* 1949年）[35]
- 6月3日 - 月岡裕二、日本の工芸作家（* 1949年）[36]
- 6月3日 - 盧永夏、大韓民国のプロ囲碁棋士、囲碁解説者【韓国放送公社所属】（* 1951年）[37]
- 6月3日 - 李春錫（朝鮮語版）、大韓民国の元プロサッカー選手、指導者（* 1959年）[38]
- 6月3日 - ダーグ・エリック・ペデルセン（英語版）、ノルウェーのテレビ司会者、スポーツジャーナリスト【ノルウェー放送協会所属】、元ロードサイクリスト（* 1959年）[39]
- 6月3日 - ブラザー・マーキス（英語版）（マーク・ロス）、アメリカ合衆国のラッパー、「ツー・ライヴ・クルー」のメンバー（* 1966年）[40][41]
- 6月4日 - 林友直、日本の宇宙工学者、電子工学者、東京大学名誉教授（* 1927年）[42]
- 6月4日 - 清水幹夫、日本のアナウンサー【日本放送協会・札幌テレビ放送所属】（* 1930年）[43]
- 6月4日 - 辻井昭雄、日本の実業家、元近畿日本鉄道社長・会長（* 1932年）[44]
- 6月4日 - 筒井久吉、日本の漁師、被爆者、元第五福竜丸船長（* 1932年?）[45]
- 6月4日 - パーネリ・ジョーンズ（英語版）、アメリカ合衆国の元レーシングドライバー、レーシングチームオーナー（* 1933年）[46]
- 6月4日 - アフマド・シャー・ハーン（英語版）、アフガニスタンの亡命者、元アフガニスタン王国王太子（* 1934年）[47]
- 6月4日 - 内田淳、日本の実業家、元日東ベスト社長（* 1934年）[48]
- 6月4日 - 志賀かう子、日本のエッセイスト（* 1935年）[49]
- 6月4日 - 松本時夫、日本の弁護士、元裁判官、元広島高等裁判所長官（* 1935年）[50]
- 6月4日 - マティルダ・コーエン＝サラノ（英語版）、イタリア出身のイスラエルのセファルディム文化・ラディーノ語保存活動家、作家（* 1939年）[51]
- 6月4日 - ムボンボコ・ンゴイ（英語版、フランス語版）、コンゴ民主共和国の元プロサッカー選手、元同国代表（* 1977年）[52]
- 6月4日 - 小田ヒロ、日本の作家（* 生年不明）[53]
- 6月5日 - ロザリーナ・ネリ（英語版）、イタリアの女優、歌手（* 1926年）[54]
- 6月5日 - 遠藤章、日本の農芸化学者、東京農工大学特別栄誉教授（* 1933年）[55]
- 6月5日（遺体発見日） - バン・ヴォーティエ（英語版）、フランスの芸術家（* 1935年）[56]
- 6月5日 - 汪峡（中国語版）、中華人民共和国の政治家、元全国人民代表大会代表、元中国人民政治協商会議山東省委員会副主席、元山東省水利庁（中国語版）副庁長（* 1942年）[57]
- 6月5日 - 辻哲也、日本の元プロ野球選手【中日ドラゴンズ所属】（* 1949年）[58]
- 6月5日 - 駒宮幸男、日本の素粒子物理学者、東京大学名誉教授（* 1952年）[59]
- 6月5日 - ロサリンダ・ロペス・エルナンデス（英語版、スペイン語版）、メキシコの政治家、元元老院（英語版）・代議院（英語版）議員、元タバスコ州議会（英語版）議員（* 1967年）[60]
- 6月6日 - ジャック・インゼルミニ（英語版）、フランスのオートバイレーサー、スタントマン、俳優（* 1927年）[61]
- 6月6日 - 槇文彦、日本の建築家（* 1928年）[62]
- 6月6日 - ロベルト・コッサ（英語版、スペイン語版）、アルゼンチンの劇作家（* 1934年）[63]
- 6月6日 - エリック・ハザン（フランス語版）、フランスの出版人、作家、元心臓外科医（* 1936年）[64]
- 6月6日 - 宋相庸、大韓民国の科学史家、翰林大学校名誉教授（* 1937年）[65]
- 6月6日 - 石川郁夫、日本の編集者、文筆家、文芸同人誌『ペタヌウ』編集人（* 1937年）[66]
- 6月6日 - セルゲイ・ノヴィコフ、ソビエト連邦、ロシアの数学者、モスクワ大学名誉教授（* 1938年）[67]
- 6月6日 - 島村武男、日本のバリトン、オペラ歌手（* 1945年）[68]
- 6月6日 - アブドゥル・ワヒド（英語版）、インドネシアのジャーナリスト、政治家、元北フル・スンガイ県（英語版）知事（* 1960年）[69]
- 6月6日 - 門倉有希、日本の歌手（* 1973年）[70]
- 6月7日 - 清水文子、日本の物理学者、上智大学名誉教授（* 1932年）[71]
- 6月7日 - ウィリアム・アンダース、アメリカ合衆国の宇宙飛行士、空軍軍人、外交官、元駐ノルウェー大使（* 1933年）[72]
- 6月7日 - アグスティン・アントゥーニャ・スアレス（スペイン語版）、スペインの元重量挙げ選手、重量挙げ審判員（* 1939年）[73]
- 6月7日 - 千葉泰常、日本の実業家、太産工業社長、レーシングチーム「Team TAISAN」のオーナー（* 1945年?）[74]
- 6月7日 - 鈴木望、日本の政治家、元衆議院議員【日本維新の会・維新の党などに所属】、元静岡県磐田市長（* 1949年）[75]
- 6月7日 - 塚原隆市、日本の実業家、八戸商工会議所副会頭、元八戸三社大祭運営委員会会長（* 1954年?）[76]
- 6月7日 - アンドレ・フェレイラ（英語版、ポルトガル語版）（パンパ）、ブラジルの元バレーボール選手、元同国代表、1992年オリンピック金メダリスト（* 1964年）[77]
- 6月7日 - ラルフ・カサンバラ（英語版）、マラウイの弁護士、政治家、元司法相、元司法長官（* 1968年）[78]
- 6月7日 - ジャン＝カソンゴ・バンザ（英語版、フランス語版）、コンゴ民主共和国の元プロサッカー選手、元同国代表（* 1974年）[79]
- 6月8日 - 道家達将、日本の科学史家、東京工業大学名誉教授（* 1928年）[80]
- 6月8日 - 朱永𧸩（中国語版）、中華人民共和国の核化学者、化学工学者、清華大学教授、中国核学会（中国語版）理事（* 1929年）[81]
- 6月8日 - ラーモージ・ラーウ（英語版）、インドの実業家、メディア王（英語版）、ラモジ・フィルムシティ代表（* 1936年）[82]
- 6月8日 - 中島章夫、日本の政治家、元参議院議員・衆議院議員【日本新党・新党さきがけ・旧民主党・民主党所属】（* 1936年）[83]
- 6月8日（訃報発表日） - ワレリー・サイキン（ロシア語版）、ソビエト連邦、ロシアのエンジニア、グレコローマン式レスラー、政治家、元ロシアソビエト連邦社会主義共和国閣僚評議会副議長、元モスクワ市議会執行委員長、元ロシア国家院議員、元ジル自動車総責任者（* 1937年）[84]
- 6月8日 - クラウス・テプファー、ドイツの政治家、元環境相、元国際連合環境計画事務局長（* 1938年）[85]
- 6月8日 - チェット・ウォーカー、アメリカ合衆国の元プロバスケットボール選手、映画プロデューサー（* 1940年）[86]
- 6月8日 - マーク・ジェームズ（英語版）、アメリカ合衆国の作曲家（* 1940年）[87]
- 6月8日 - 武田國男、日本の実業家、元武田薬品工業社長（* 1940年）[88]
- 6月8日 - 山下啓介、日本の俳優、声優（* 1941年）[89]
- 6月8日 - 佐藤敦、日本の土壌学者、秋田県立大学名誉教授（* 1941年?）[90]
- 6月8日 - 内海英徳、日本の政治家、元北海道議会議員（* 1941年）[91][92]
- 6月8日 - ムサ・モハマド（英語版）、マレーシアの教育者、政治家、元教育相（英語版）、元元老院議員、元マレーシアサインズ大学副学長（* 1943年）[93]
- 6月8日 - ささやななえこ、日本の漫画家（* 1950年）[94]
- 6月8日 - 小田光雄、日本の文筆家、翻訳家（* 1951年）[95]
- 6月8日 - クリストフ・ドロワール（英語版、フランス語版）、フランスのジャーナリスト、NGO幹部、国境なき記者団事務局長（* 1971年）[96]
- 6月8日 - ベン・ポッター（英語版）、アメリカ合衆国のYouTuber（* 1984年）[97]
- 6月9日 - ジェームズ・ローソン（英語版）、アメリカ合衆国の公民権活動家、メソジスト派牧師（* 1928年）[98]
- 6月9日 - 金光林、大韓民国の詩人（* 1929年）[99]
- 6月9日 - 久我美子、日本の女優（* 1931年）[100]
- 6月9日 - 住谷春也、日本のルーマニア文学（英語版）者（* 1931年）[101]
- 6月9日 - 松岡満寿男、日本の政治家、元参議院議員・衆議院議員【自由民主党・日本新党・新進党・無所属の会・民主党所属】、元山口県光市長（* 1934年）[102]
- 6月9日 - 大山綱明、日本の実業家、元官僚、元サントリー副社長、元大蔵省関税局長（* 1934年）[103]
- 6月9日 - 關淳一、日本の医師、政治家、元大阪府大阪市長（* 1935年）[104]
- 6月9日 - エドワード・C・ストーン（英語版）、アメリカ合衆国の物理学者、ボイジャー計画参加科学者、元アメリカ航空宇宙局ジェット推進研究所ディレクター（* 1936年）[105]
- 6月9日 - ラルフ・コールトン（英語版）、ニュージーランドの元ラグビーユニオン選手、指導者、元同国代表（* 1937年）[106][107]
- 6月9日 - 野口武彦、日本の文芸評論家、国文学者、思想史家、作家、神戸大学名誉教授（* 1937年）[108]
- 6月9日 - フランク・キャロル、アメリカ合衆国の元フィギュアスケーター、指導者（* 1938年）[109]
- 6月9日 - リン・コンウェイ、アメリカ合衆国の計算機科学者、トランスジェンダーの権利活動家（* 1938年）[110]
- 6月9日 - イサベル・モレーノ（英語版）、キューバの女優（* 1942年）[111]
- 6月9日（訃報発表日） - ミハイル・コーリュシェフ（英語版）、ソビエト連邦の元サイクリスト（* 1943年）[112]
- 6月9日（遺体発見日） - マイケル・モーズリー（英語版）、イギリスのテレビ司会者、ラジオパーソナリティ、テレビプロデューサー、ジャーナリスト、作家、コラムニスト（* 1957年）[113]
- 6月9日 - 畠中敏成、日本の実業家、元南西産業社長、琉神マブヤー発起人（* 1958年?）[114]
- 6月9日 - ベアタ・マクシモフ、ポーランドの柔道家（* 1967年）[115]
- 6月10日（訃報発表日） - スティール・ホール（英語版）、オーストラリアの政治家、元南オーストラリア州首相、元代議院・元老院議員（* 1928年）[116]
- 6月10日 - 山川元亮、日本の写真家（* 1929年）[117]
- 6月10日 - 朴洋洙（朝鮮語版）、大韓民国の政治家、元国会議員（* 1938年）[118]
- 6月10日 - アーノルド・ミンデル、アメリカ合衆国の心理学者（* 1940年）[119]
- 6月10日 - 生田暉雄、日本の弁護士、元裁判官（* 1941年）[120]
- 6月10日 - 高見国生、日本の認知症患者支援活動家、元認知症の人と家族の会代表理事（* 1943年）[121]
- 6月10日 - ジェラール・デリオ（英語版、フランス語版）、フランスの政治家、元元老院議員、元アリエ県評議会議員・議長、元セリー（英語版）市長（* 1944年）[122]
- 6月10日 - 金井三男、日本のアマチュア天文家、コラムニスト、元五島プラネタリウム解説員（* 1946年）[123]
- 6月10日 - 福岡風太、日本の音楽プロデューサー、舞台監督（* 1948年）[124]
- 6月10日 - 伴英幸、日本の市民活動家、NPO法人「原子力資料情報室」共同代表（* 1951年）[125]
- 6月10日 - チカンガワ軍用機墜落事故（英語版）で亡くなった人物[126]
  - シャニル・ジンビリ（英語版）、マラウイの政治家、元ファーストレディ、元国民議会議員（* 1964年）
  - サウロス・チリマ（英語版）、マラウイの政治家、副大統領（* 1973年）
- 6月11日 - ルース・スタイルス・ガネット、アメリカ合衆国の児童文学作家（* 1923年）[127]
- 6月11日 - ヴァイオレット・ニールソン（英語版）、ジャマイカの政治家、元下院議員・議長（* 1931年）[128]
- 6月11日 - エリック・タピー、スイスのテノール、オペラ歌手（* 1931年）[129]
- 6月11日 - 王永志、中華人民共和国の航空宇宙工学者（* 1932年）[130]
- 6月11日 - ハンス・ルドルフ・シュピルマン（英語版）、スイスの実業家、元射撃選手、1960年オリンピック銀メダリスト、元ツンフト・リースバッハ（英語版）のギルドマスター（* 1932年）[131]
- 6月11日 - トニー・ロ・ビアンコ、アメリカ合衆国の俳優、映画監督、映画プロデューサー、元アマチュアボクサー（* 1936年）[132]
- 6月11日 - アルベルツ・ベルス（英語版）、ソビエト連邦、ラトビアの作家（* 1938年）[133]
- 6月11日 - クリスティーノ・セリチェ・ビオコ（英語版）、赤道ギニアの政治家、元首相・保健相・公共事業都市計画運輸相、元ビオコ島知事（* 1941年）[134]
- 6月11日 - ダイアン・バージ（英語版）、オーストラリアの元短距離走選手（* 1943年）[135]
- 6月11日 - ベルント・シュミット（英語版）、ドイツの元サッカー選手（* 1943年）[136][137]
- 6月11日 - フランソワーズ・アルディ、フランスのシンガーソングライター、フレンチ・ポップス・アイコン（* 1944年）[138]
- 6月11日 - 長江国政、日本の元プロキックボクサー、指導者、元ジャパンキックボクシング協会最高顧問（* 1948年）[139]
- 6月11日 - トニー・ハンター、アメリカ合衆国の元アメリカンフットボール選手（* 1960年）[140]
- 6月12日 - 深谷尚徳、日本の新聞記者、プロ野球球団経営者、元読売新聞社人事部長・広告局長、元読売新聞西部本社代表、元読売ジャイアンツ球団代表（* 1930年）[141]
- 6月12日 - ウィリアム・H・ドナルドソン（英語版）、アメリカ合衆国の銀行家、投資家、政治家、元米国証券取引委員会委員長、元安全保障援助担当国務次官、イェール大学経営大学院創立学部長（* 1931年）[142]
- 6月12日 - フェルナンド・ジョゼ・デ・フランサ・ディアス・ヴァン＝デュネム、アンゴラの政治家、外交官、元国民議会議員・議長、元全アフリカ議会議員・第一副議長、元首相・司法相、元副外相、元駐ポルトガル・ベルギー大使、アンゴラ・カトリック大学（英語版）名誉教授（* 1934年）[143]
- 6月12日 - 西川祐子、日本のフランス文学者、女性学者、京都文教大学名誉教授（* 1937年）[144]
- 6月12日 - ジェリー・ウェスト、アメリカ合衆国の元プロバスケットボール選手、指導者、球団ゼネラルマネージャー【ロサンゼルス・レイカーズ所属】、元同国代表、1960年オリンピック金メダリスト（* 1938年）[145]
- 6月12日 - 鄭文述（朝鮮語版）、大韓民国の実業家、元未来産業（朝鮮語版）会長、元韓国科学技術院理事長、元国民銀行理事会議長（* 1938年）[146]
- 6月12日 - ニール・ゴールドシュミット（英語版）、アメリカ合衆国の政治家、元オレゴン州知事、元運輸長官、元ポートランド市長（* 1940年）[147]
- 6月12日 - ボブ・ハリス（英語版）、アメリカ合衆国のスポーツキャスター、ラジオパーソナリティ（* 1942年）[148]
- 6月12日 - ヴャチェスラフ・ズードフ、ソビエト連邦の宇宙飛行士（* 1942年）[149]
- 6月12日 - 二代目桂ざこば、日本の落語家、タレント（* 1947年）[150]
- 6月12日 - マイク・ダウニー（英語版）、アメリカ合衆国のスポーツライター、コラムニスト（* 1951年）[151]
- 6月12日 - マージド・アブー・マラーヒール（英語版）、パレスチナ国の元長距離走選手（* 1963年）[152]
- 6月13日（訃報発表日） - トミー・バンクス（英語版）、イギリスの元プロサッカー選手、元イングランド代表（* 1929年）[153]
- 6月13日 - 宮間英次郎、日本のアーティスト（* 1934年）[154]
- 6月13日 - 鄭炳清（中国語版）、中華人民共和国の軍人、政治家、中国人民解放軍中将、元南京軍区副参謀長・副司令官、元江蘇省軍区司令官、元全国人民代表大会代表（* 1937年）[155]
- 6月13日 - 劉錦雲（中国語版）、中華人民共和国の劇作家、元北京人民芸術劇院院長（* 1938年）[156]
- 6月13日 - ジョアン・ブレイディ（英語版）、アメリカ合衆国出身のイギリスの小説家、バレエダンサー（* 1939年）[157]
- 6月13日 - 生本純一、日本の実業家、みのる産業代表取締役会長（* 1939年?）[158]
- 6月13日 - 村木敏雄、日本の実業家、元グリーンズ社長（* 1941年）[159]
- 6月13日 - 松永秀夫、日本の空手家、スポーツ写真家、キックボクシング・新空手指導者、道場「レックスジャパン」初代代表、スポーツライフ創業者（* 1947年）[160]
- 6月13日 - アンジェラ・ボフィル（英語版）、アメリカ合衆国のR&B・ソウル歌手（* 1954年）[161]
- 6月13日（遺体発見日） - ベンジー・グレゴリー、アメリカ合衆国の俳優（* 1978年）[162]
- 6月14日 - ガイ・ウォーレン（英語版）、オーストラリアの画家（* 1921年）[163]
- 6月14日 - トリグヴェ・リーンスカウク、ノルウェーの計算機科学者（* 1930年）[164]
- 6月14日 - 白石かずこ、日本の詩人（* 1931年）[165]
- 6月14日 - ピエール＝ジャン・サモ（英語版、フランス語版）、フランスの政治家、元国民議会議員、元マルティニーク地域評議会議員、元ル・ラマンタン（英語版）市長（* 1934年）[166]
- 6月14日 - 佐々木昭一郎、日本のテレビドラマ演出家、映画監督、テレビディレクター（* 1936年）[167]
- 6月14日 - マイケル・ガイスリン（英語版）、アメリカ合衆国の生物学者、哲学者、作家（* 1939年）[168]
- 6月14日 - ジョージ・ネザーカット（英語版）、アメリカ合衆国の弁護士、政治家、元下院議員（* 1944年）[169]
- 6月14日 - 鬼木貴典、日本の総合格闘家、審判員、格闘技イベント「BreakingDown」のレフェリー（* 1973年）[170]
- 6月14日 - アリー・ヤアクーブ・ジブリール（英語版）、スーダンの軍人、準軍事組織指導者、即応支援部隊の幹部（* 生年不明）[171]
- 6月15日（訃報発表日） - ムルリダル・チャンドラカント・バンダレ（英語版）、インドの政治家、元オリッサ州知事、元ラージヤ・サバー議員（* 1928年）[172]
- 6月15日 - 斎藤栄、日本の推理作家、地方公務員、元横浜市役所職員（* 1933年）[173]
- 6月15日 - マークス寿子、日本出身のイギリスの作家、元秀明大学教授（* 1936年）[174]
- 6月15日 - ジャードッラー・アズーズ・アッ＝タルヒー（英語版）、リビアの政治家、元大リビア・アラブ社会主義人民ジャマーヒリーヤ国全国人民委員会書記、元外相（* 1939年）[175]
- 6月15日 - 奥名春江、日本の俳人、俳人協会評議員（* 1940年）[176]
- 6月15日 - 高嶋脩二（wikidata）、日本出身のニュージーランドの画家（* 1942年）[177]
- 6月15日 - 三浦白鷗、日本の書家、毎日書道展審査会員、毎日書道会参事（* 1944年?）[178]
- 6月15日 - フレディ・ウィロックス（英語版）、ベルギーの政治家、元年金担当相（オランダ語版）、元欧州議会議員、元代議院議員、元シント＝ニクラース市長（* 1947年）[179]
- 6月15日 - エンリケ・ピンダー（英語版、スペイン語版）、パナマの元プロボクサー、元世界ボクシング協会・世界ボクシング評議会のバンタム級統一世界王者（* 1947年）[180]
- 6月15日 - マイク・ブラムリー（英語版）、アメリカ合衆国の元プロ野球選手、指導者（* 1963年）[181]
- 6月15日（訃報発表日） - ケヴィン・キャンベル（英語版）、イギリスの元プロサッカー選手（* 1970年）[182]
- 6月15日 - マティヤ・シャルキッチ、イギリス出身のモンテネグロのプロサッカー選手、モンテネグロ代表（* 1997年）[183]
- 6月15日 - PILL、日本のドラマー、俳優、「LIP CREAM」「ASYLUM」「HIGH RISE」のメンバー（* 生年不明）[184]

## 16日 - 30日

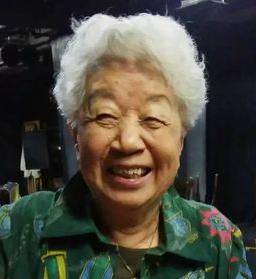
山田昌／6月16日没

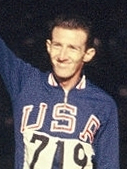
ボブ・シュール／6月16日没

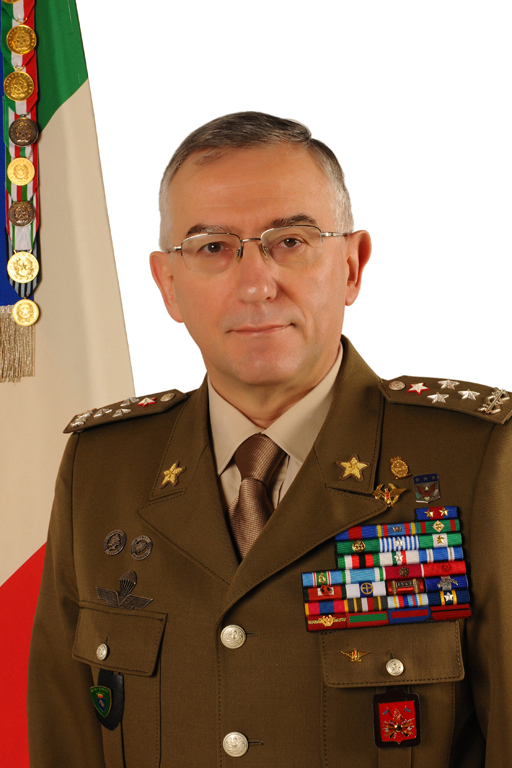
クラウディオ・グラツィアーノ／6月17日没（遺体発見日）

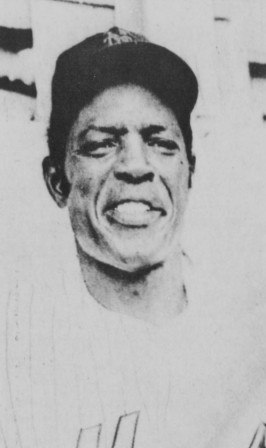
ウィリー・メイズ／6月18日没

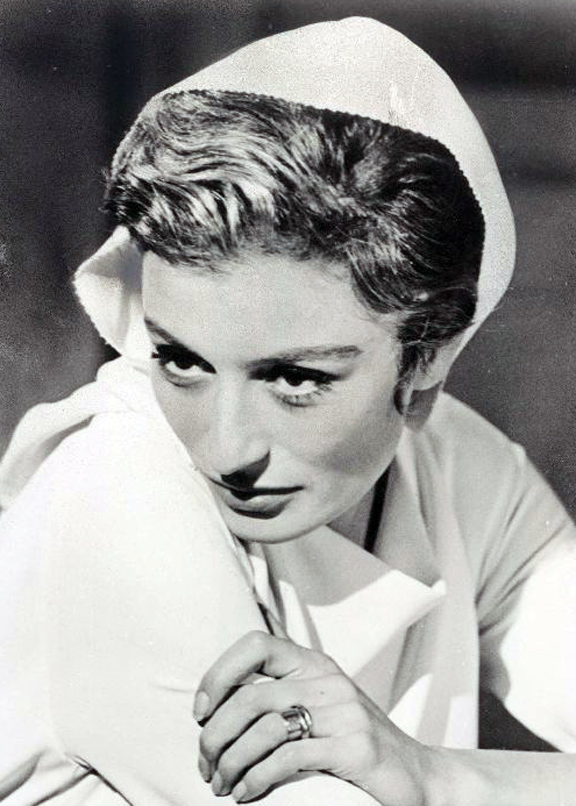
アヌーク・エーメ／6月18日没

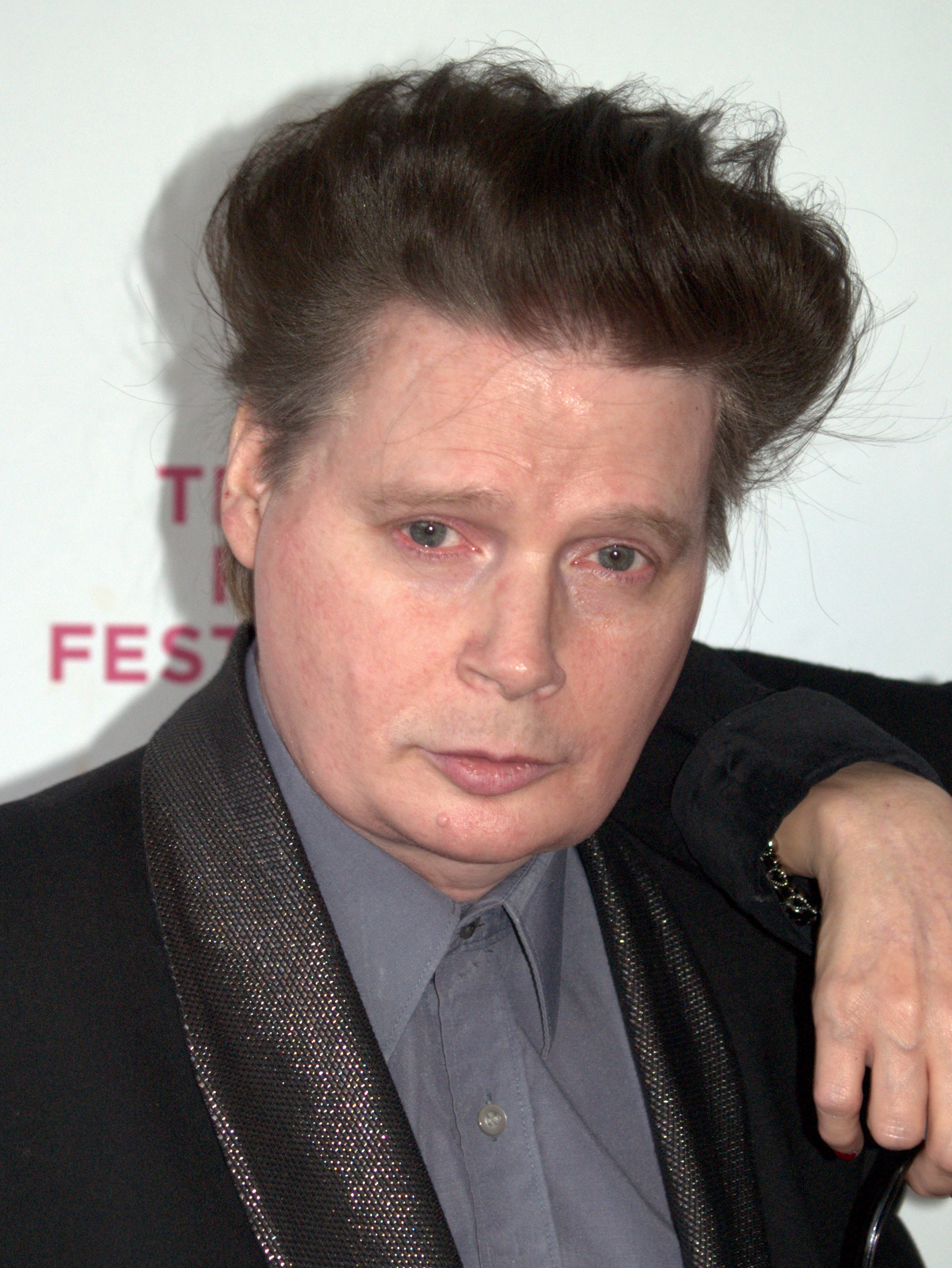
ジェームス・チャンス／6月18日没

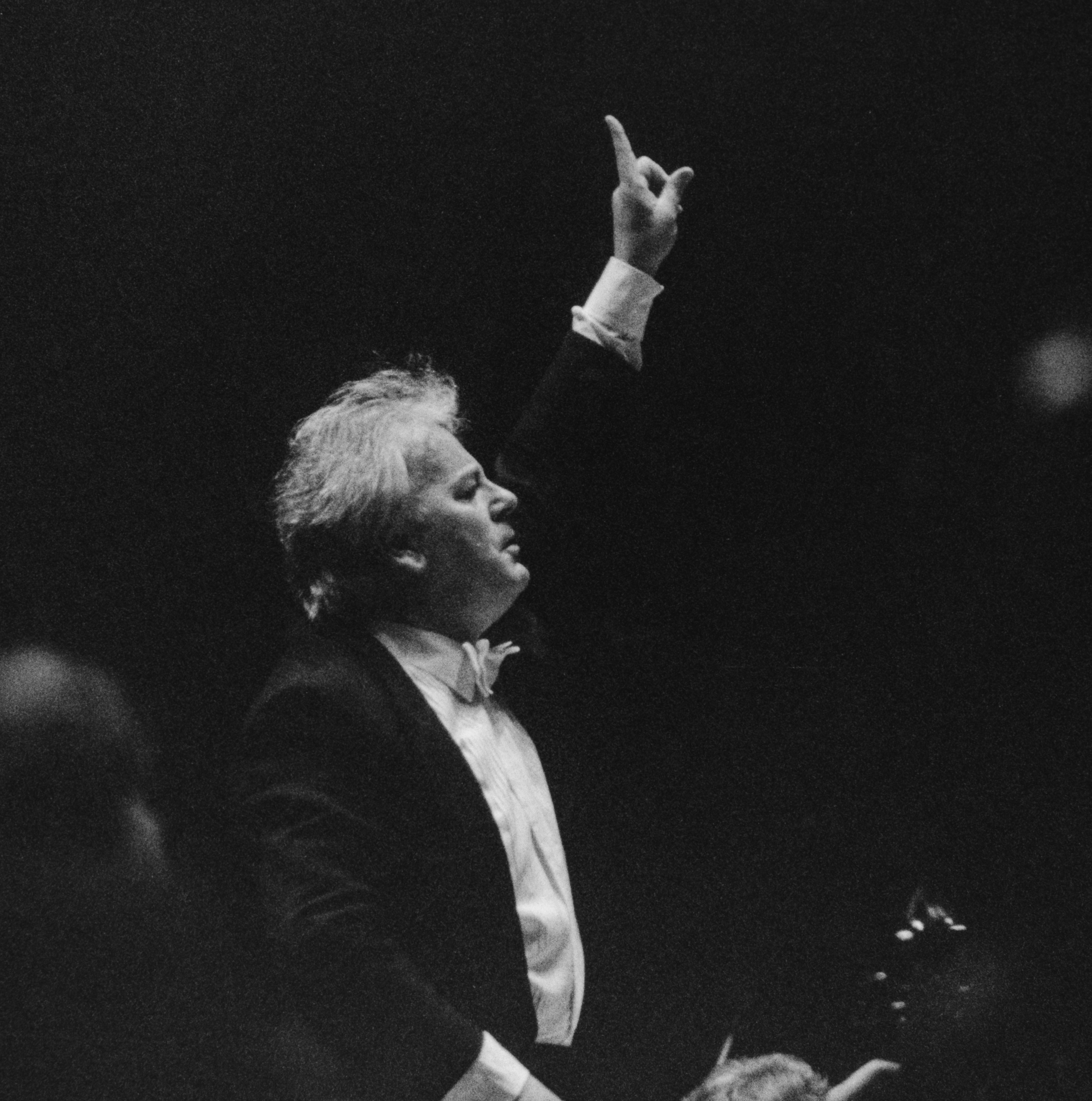
ジェームズ・ロッホラン／6月19日没

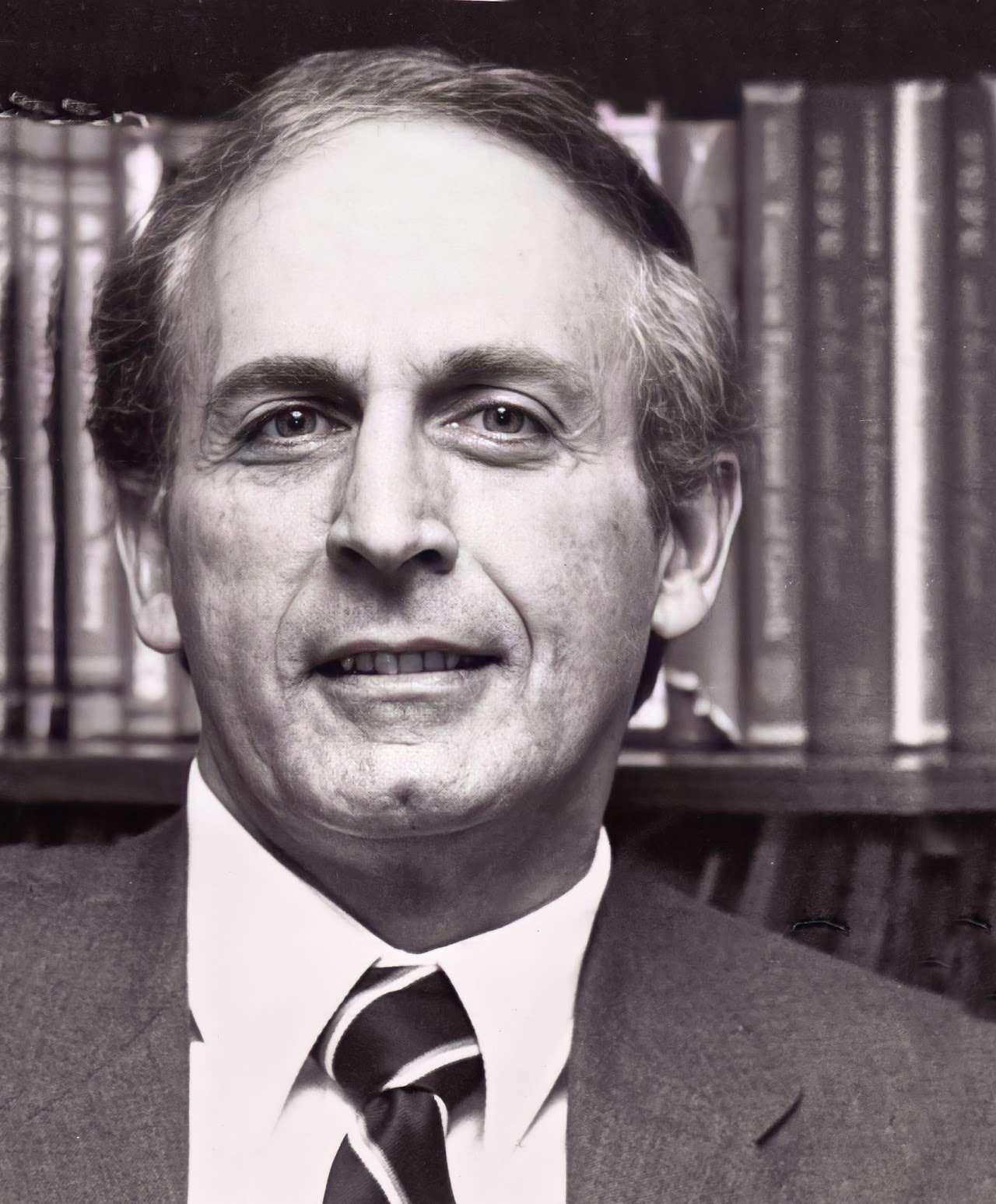
ポール・デヴィッドソン／6月20日没

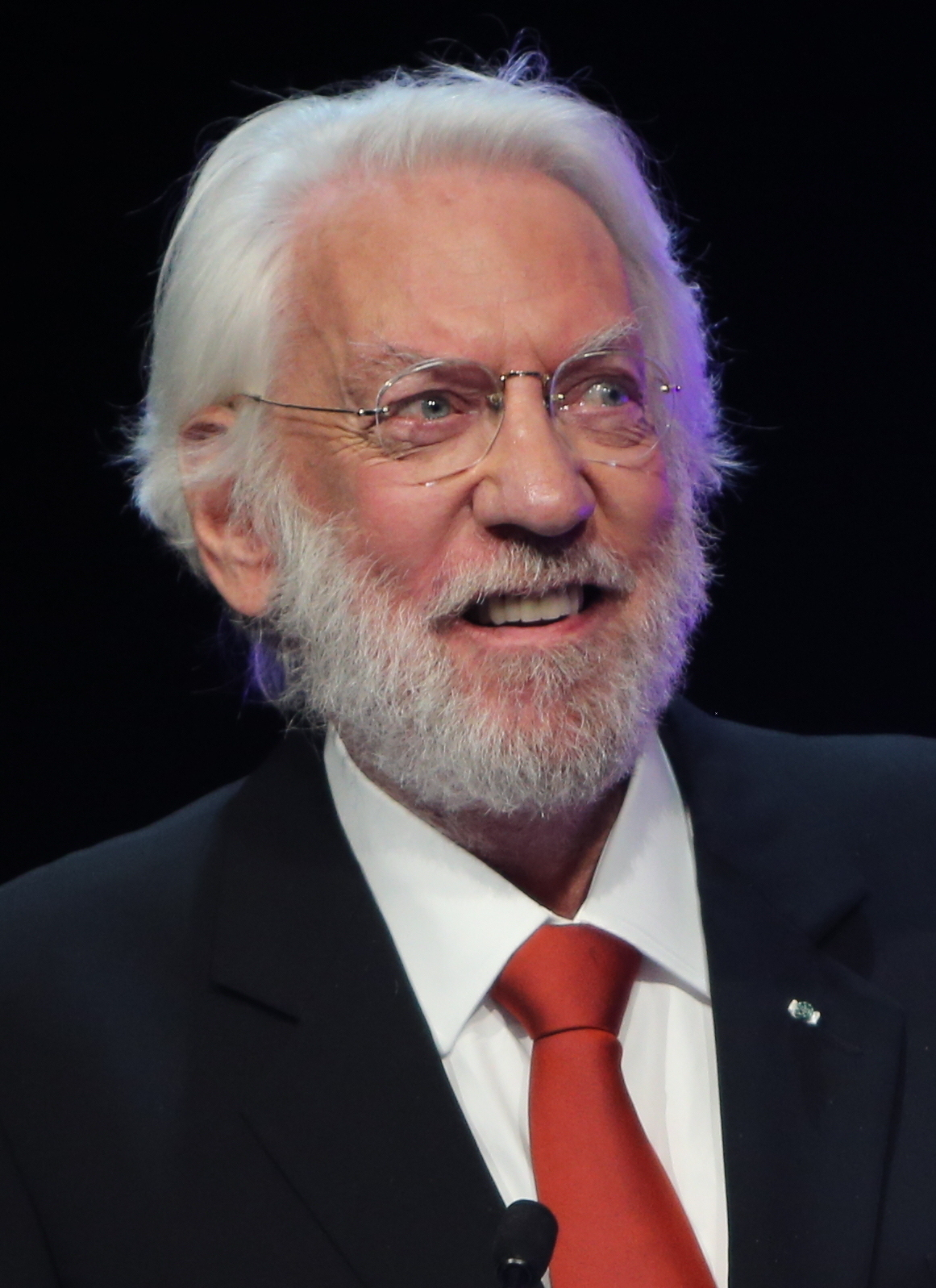
ドナルド・サザーランド／6月20日没

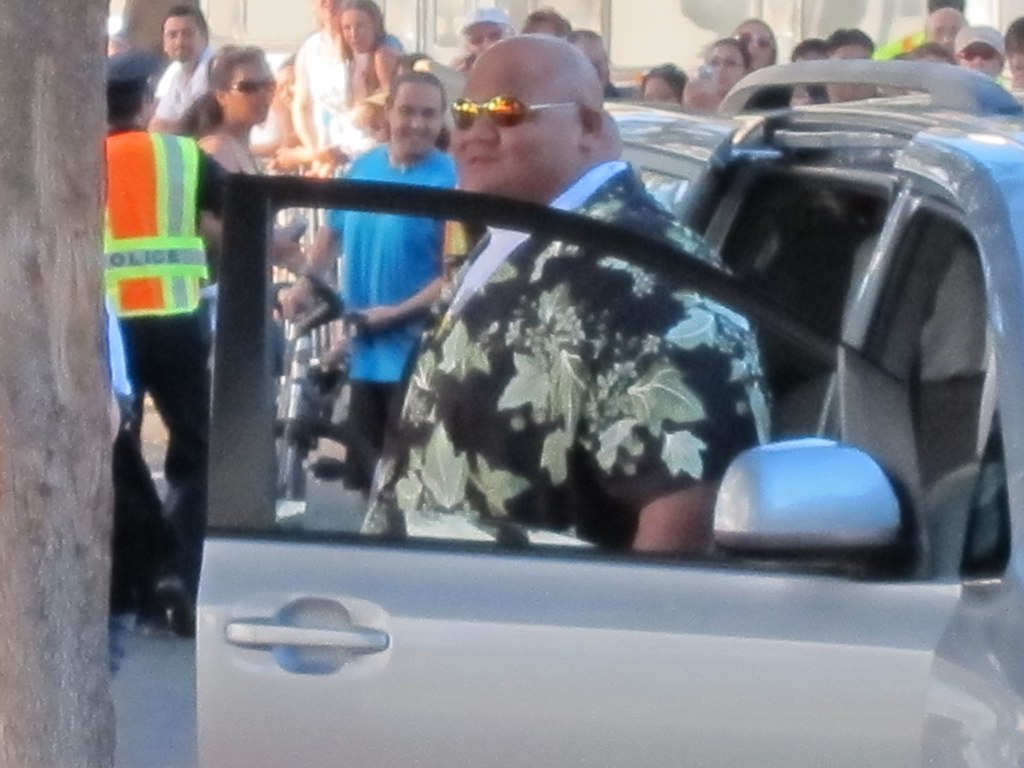
テイラ・トゥリ／6月20日没

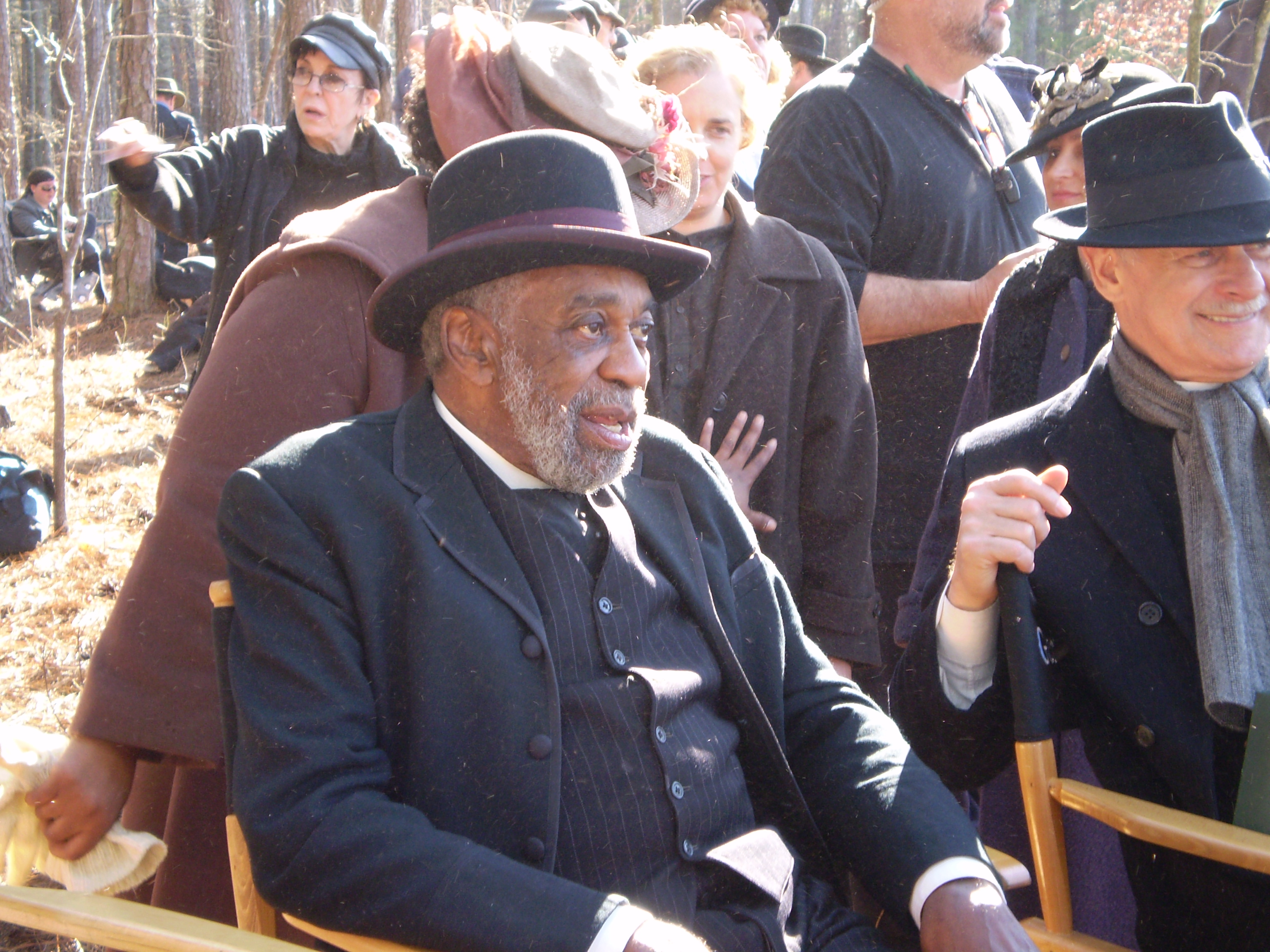
ビル・コッブス／6月25日没

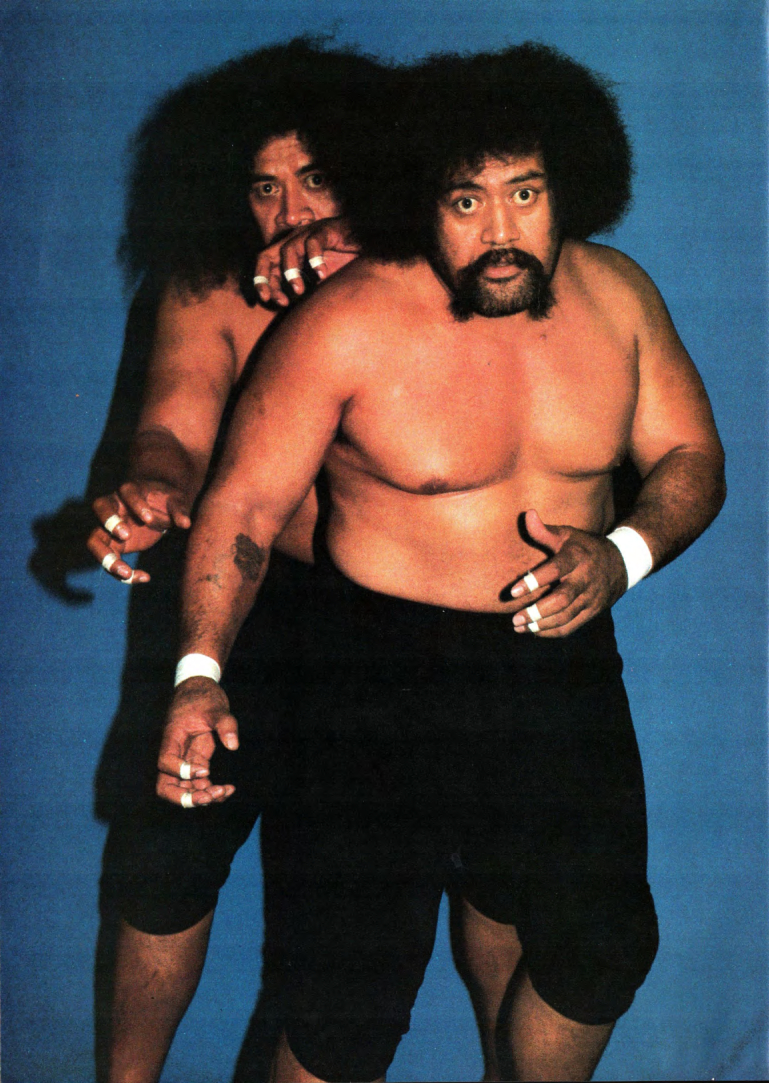
シカ・アノアイ（後方）／6月25日没

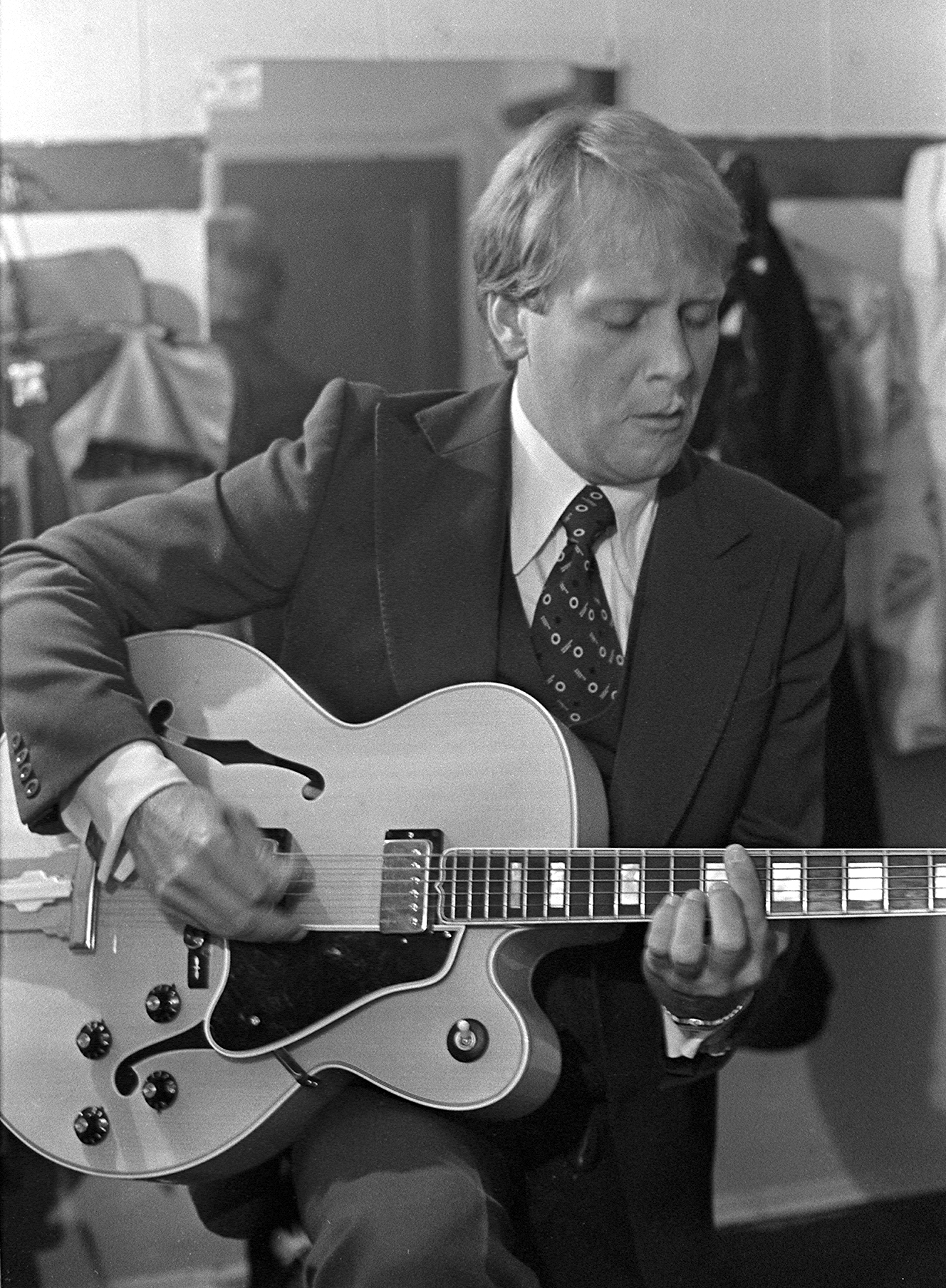
マーティン・マル／6月27日没

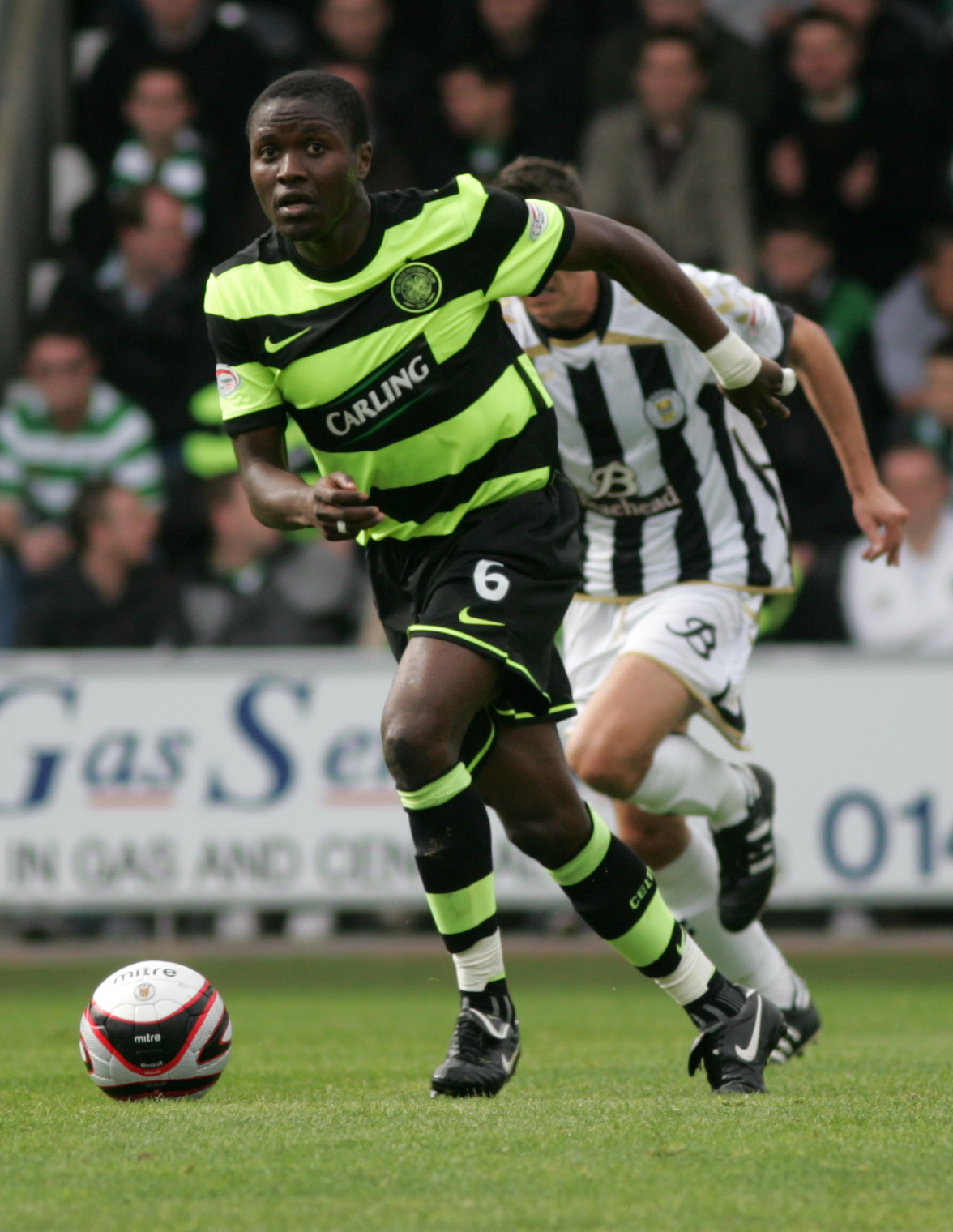
ランドリー・エングエモ／6月27日没

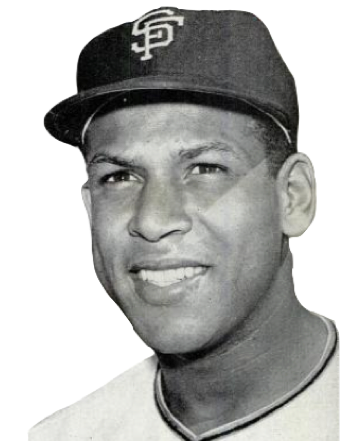
オーランド・セペダ／6月28日没

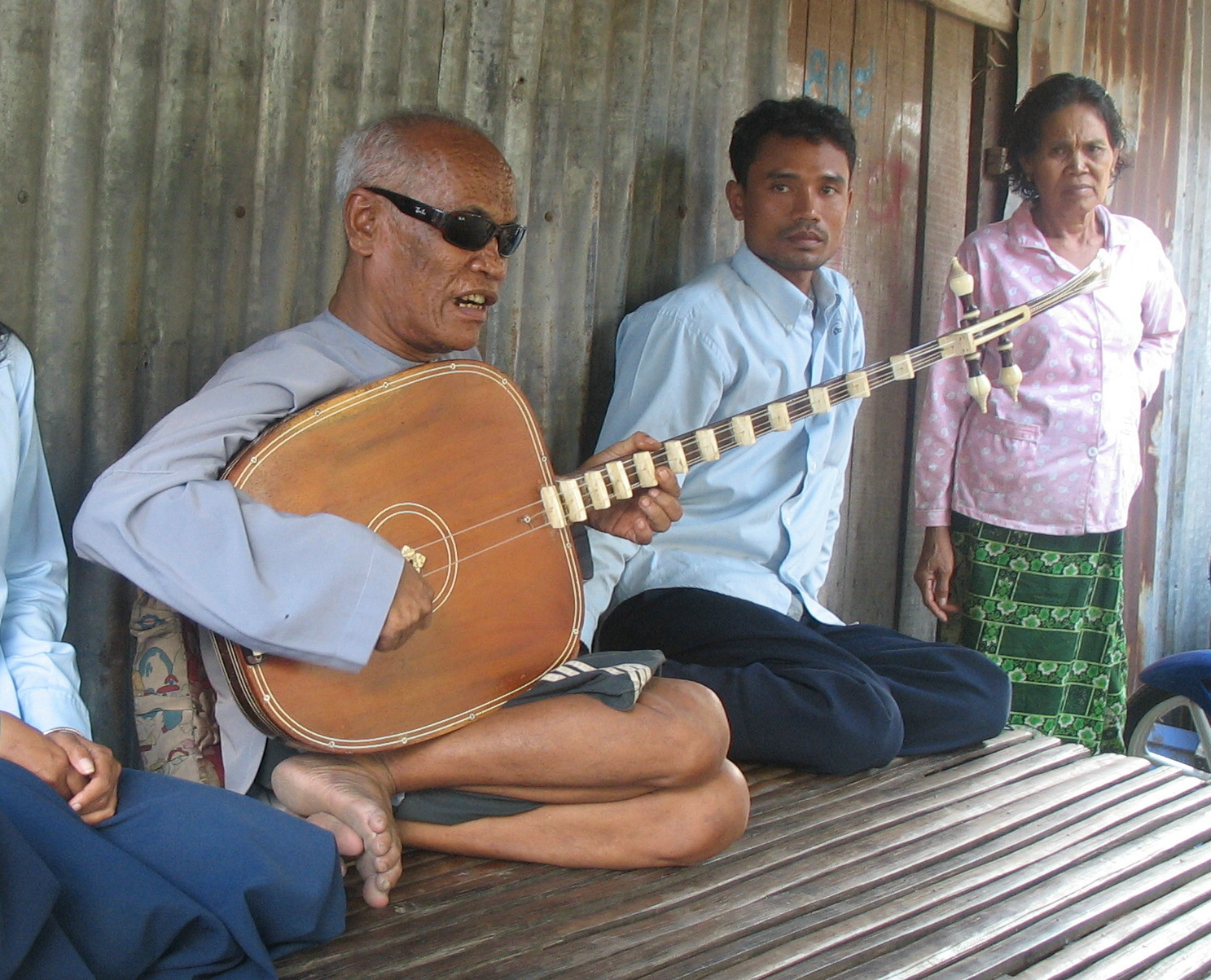
コン・ナイ（左）／6月28日没

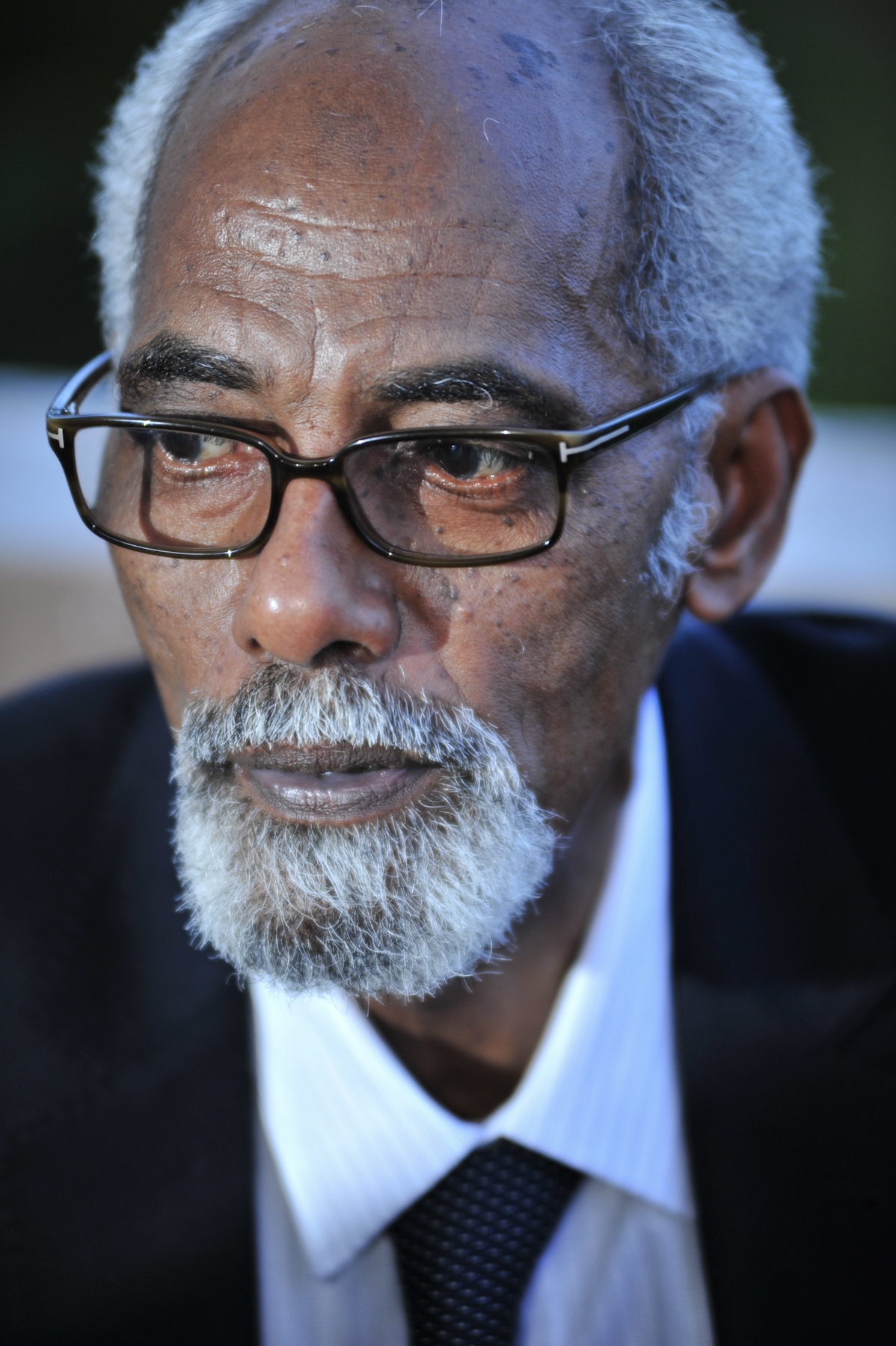
モハメド・オスマン・ジャワリ／6月28日没

- 6月16日 - ポール・シュメトフ、フランスの建築家、都市計画家（* 1928年）[185]
- 6月16日 - 山田昌、日本の女優（* 1930年）[186]
- 6月16日 - 葉恵康（中国語版）、香港の作曲家、音楽教育者（* 1930年）[187]
- 6月16日 - 藏山光堂、日本の曹洞宗の僧侶、元曹洞宗宗務総長（* 1933年）[188]
- 6月16日 - 杉田弘子、日本の比較文学者、哲学者、武蔵大学名誉教授（* 1935年）[189]
- 6月16日 - ボブ・シュール、アメリカ合衆国の元長距離走選手、1964年オリンピック金メダリスト（* 1937年）[190]
- 6月16日 - 今泉利拓、日本の政治家、元茨城県潮来町長、元潮来町議会・潮来市議会議員（* 1939年）[191]
- 6月16日 - レジーナ・ヴェローゾ（英語版、ポルトガル語版）、ポルトガルの元競泳選手（* 1939年）[192]
- 6月16日 - 島田源太郎、日本の元プロ野球選手（* 1939年）[193]
- 6月16日 - ウィリー・デュレンス（英語版、オランダ語版）、オランダの元プロサッカー選手、元同国代表（* 1945年）[194]
- 6月16日 - 石川良一、日本の政治家、東京都議会議員・第49代議長【都民ファーストの会所属】、元東京都稲城市長（* 1952年）[195]
- 6月16日 - 陳政高（中国語版）、中華人民共和国の政治家、元住宅都市農村建設部部長、元中国共産党中央委員会委員、元遼寧省長、元中国共産党瀋陽市委員会書記、元瀋陽市長（* 1952年）[196]
- 6月16日 - ジョディ・ドゥヴォー（英語版、フランス語版）、ベルギーのソプラノ、オペラ歌手（* 1988年）[197]
- 6月17日 - 山田宗睦、日本の哲学者、評論家、編集者、元『思想の科学』編集長、元関東学院大学教授、革新自由連合共同創設者（* 1925年）[198]
- 6月17日 - 座喜味彪好、日本の地方公務員、実業家、元沖縄県副知事、元沖縄電力会長・社長（* 1926年）[199]
- 6月17日 - 李岳生（中国語版）、中華人民共和国の数学者、教育者、元中山大学学長（* 1930年）[200]
- 6月17日 - アルマン・フイヤン（英語版）、フランスの元サッカー選手、指導者（* 1933年）[201]
- 6月17日 - 花岡献治、日本のミュージシャン、ベーシスト、「憂歌団」のメンバー（* 1953年）[202]
- 6月17日（遺体発見日） - クラウディオ・グラツィアーノ、イタリアの陸軍軍人、実業家、イタリア陸軍大将、フィンカンティエリ会長、元欧州連合軍事委員会委員長、元イタリア軍統合参謀総長、元イタリア陸軍参謀長（* 1953年）[203]
- 6月17日 - 井芹昌信、日本の編集者、実業家、元インプレスR&D・近代科学社代表取締役社長・取締役会長、元アスキー出版書籍編集部編集長・出版技術部部長・電子編集推進室室長（* 1958年）[204]
- 6月17日 - ポール・スペンサー（英語版）、イギリスのミュージシャン、「ダリオ・G（英語版）」のメンバー（* 1971年?）[205]
- 6月17日 - コナー・ガーデン＝バショップ、ニュージーランドのラグビーユニオン選手、元マオリ代表（* 1999年）[206]
- 6月18日 - ウィリー・メイズ、アメリカ合衆国の元プロ野球選手【ニューヨーク/サンフランシスコ・ジャイアンツ、ニューヨーク・メッツ所属】（* 1931年）[207]
- 6月18日 - 出江寛、日本の建築家、元日本建築家協会会長（* 1931年）[208]
- 6月18日 - アヌーク・エーメ、フランスの女優（* 1932年）[209]
- 6月18日 - サラ・ファシオ（英語版、スペイン語版）、アルゼンチンの写真家、キュレーター、ジャーナリスト、編集者（* 1932年）[210]
- 6月18日（訃報発表日） - ストヤン・アンドフ（英語版）、ユーゴスラビア、北マケドニアの経済学者、政治家、外交官、元マケドニア議会議員・議長、元マケドニア大統領代行、元駐イラクのユーゴスラビア社会主義連邦共和国大使（* 1935年）[211]
- 6月18日 - 外山康雄、日本の水彩画家（* 1940年）[212]
- 6月18日 - ヴィタリー・フェン（英語版、ウズベク語版）、ウズベキスタンの外交官、駐大韓民国大使（* 1947年）[213][214]
- 6月18日 - ジェームス・チャンス、アメリカ合衆国のサクソフォーン奏者、歌手、「ザ・コントーションズ」のメンバー（* 1953年）[215]
- 6月18日 - フラニョ・ヴラディッチ（英語版）、ユーゴスラビア、ボスニア・ヘルツェゴビナの元プロサッカー選手、指導者、元ユーゴスラビア代表（* 1960年）[216]
- 6月18日 - ナタリー・アントナ（英語版、フランス語版）、フランスの政治活動家、国民連合のコルシカ地域副代表、欧州議会議員選挙当選者（* 1975年）[217]
- 6月18日（訃報発表日） - ニザール・シュカイル（英語版）、レバノンの実業家、Patchiの創業者（* 生年不明）[218]
- 6月19日 - ジェームズ・ロッホラン、イギリスのオーケストラ指揮者（* 1931年）[219]
- 6月19日 - 三島喜美代（英語版）、日本の現代美術作家（* 1932年）[220]
- 6月19日 - 寺田司、日本の地方公務員、政治家、書家、元佐賀県玄海町長（* 1936年）[221]
- 6月19日（訃報発表日） - グラム・コスタヴァ（英語版）、ソビエト連邦、ジョージアの元フェンシング選手、1960年・1964年オリンピック銅メダリスト（* 1937年）[222]
- 6月19日 - ヤン・クレーメル（英語版）、オランダの作家、画家（* 1940年）[223]
- 6月19日 - 三輪勝恵、日本の声優（* 1943年）[224]
- 6月19日 - ジャン＝クロード・ルフォール（英語版、フランス語版）、フランスの政治家、元国民議会議員【フランス共産党所属】（* 1944年）[225]
- 6月19日 - ステファノ・マリンヴェルニ（英語版）、イタリアの元短距離走選手、1980年オリンピック銅メダリスト（* 1959年）[226]
- 6月20日 - 長谷川明、日本の政治家、元奈良県桜井市長（* 1928年）[227]
- 6月20日 - ポール・デヴィッドソン、アメリカ合衆国の経済学者（* 1930年）[228]
- 6月20日（訃報発表日） - リュック・マゼール（フランス語版、オランダ語版）、ベルギーの漫画家（* 1931年）[229]
- 6月20日 - 文炳夏（朝鮮語版）、大韓民国の政治家、元国会議員（* 1932年）[230]
- 6月20日 - ドナルド・サザーランド、カナダ出身の俳優（* 1935年）[231]
- 6月20日（訃報発表日） - マルガリータ・ヴォイテス（英語版）、ソビエト連邦、エストニアのコロラトゥーラ・ソプラノ、オペラ歌手（* 1936年）[232]
- 6月20日（訃報発表日） - 浅見源司郎、日本のアナウンサー【日本テレビ、アール・エフ・ラジオ日本所属】（* 1937年）[233]
- 6月20日 - エーバーハルト・ヘルテル（ドイツ語版）、東ドイツ、ドイツのフォーク・ミュージシャン、歌手（* 1938年）[234]
- 6月20日 - 松乃家扇鶴、日本の音曲師、三味線漫談家（* 1943年）[235]
- 6月20日 - ゲルハルト・アイグナー（英語版）、ドイツの元サッカー審判員、元欧州サッカー連盟事務局長（* 1943年）[236]
- 6月20日 - 荻原千春、日本の元アマチュアボクサー、指導者（* 1957年）[237]
- 6月20日 - テイラ・トゥリ（テイラー・ワイリー、高見州大吉）、アメリカ合衆国の俳優、元大相撲力士、元総合格闘家（* 1969年）[238]
- 6月21日（訃報発表日） - アンジェイ・ムラルチク（英語版）、ポーランドの脚本家、作家、リポーター、ラジオドラマ製作者（* 1930年）[239]
- 6月21日 - フレデリック・クルーズ（英語版）、アメリカ合衆国の英語学者、文芸評論家、エッセイスト、作家、カリフォルニア大学バークレー校名誉教授（* 1933年）[240]
- 6月21日（訃報発表日） - ローター・ガール（英語版）、ドイツの歴史学者、元ゲーテ大学教授（* 1936年）[241]
- 6月21日 - 王鉄成（中国語版）、中華人民共和国の俳優、元中国障害者連合会（中国語版）副主席（* 1936年）[242]
- 6月21日 - フレデリック・ヴァイン（英語版）、イギリスの海洋地質学者、地球物理学者（* 1939年）[243]
- 6月21日（訃報発表日） - クィトナー・ヤーノシュ（英語版）、チェコスロバキア、スロバキア、ハンガリーのダンサー、振付師（* 1941年）[244]
- 6月21日 - サラーハ・アブード・マハムード（英語版）、イラクの陸軍軍人、政治家、イラク陸軍中将、元教育相、元アンバール県・ジーカール県・マイサーン県知事（* 1942年）[245]
- 6月21日 - 張学雷（中国語版）、中華人民共和国の元プロバスケットボール選手、指導者（* 1963年）[246]
- 6月22日 - 中山芳彦、日本の実業家、マルナカ創業者（* 1933年）[247]
- 6月22日 - 木原明、日本のたたら製鉄職人、元日立製作所・プロテリアル安来工場職員（* 1935年）[248][249]
- 6月22日 - ラファエル・エドリ（英語版）、モロッコ出身のイスラエルの政治家、元環境相、元クネセト議員・副議長（* 1937年）[250][251]
- 6月22日 - 谷口源太郎、日本のスポーツジャーナリスト（* 1938年）[252]
- 6月22日 - モーゲンス・ヘルマン・ハンセン（英語版）、デンマークの古典文献学者、人口統計学者（* 1940年）[253]
- 6月22日 - ジョン・A・マクドゥーガル（英語版）、アメリカ合衆国の作家、医師（* 1947年）[254]
- 6月22日 - 八木マリヨ、日本の環境芸術家（* 1948年）[255]
- 6月22日 - ララ・ムナツァカニャン（英語版）、ソビエト連邦、アルメニアの女優（* 1957年）[256]
- 6月22日 - コヴァーチ・ペーテル、ハンガリーの元体操選手、1980年オリンピック銅メダリスト（* 1959年）[257]
- 6月22日 - 竹崎和征、日本の画家、ギャラリー職員（* 1976年）[258]
- 6月23日 - 日野哲也、日本の実業家、元ノリタケカンパニーリミテド社長（* 1930年）[259]
- 6月23日 - 藤吉敏生、日本の実業家、元日刊工業新聞社社長（* 1932年）[260]
- 6月23日 - ウーゴ・ビジャヌエバ（英語版）、チリの元プロサッカー選手、元同国代表（* 1939年）[261]
- 6月23日（訃報発表日） - バーナード・アレン（英語版）、アイルランドの政治家、元教育相・環境相・青年スポーツ担当相、元ドイル・エアラン議員、元コーク市長（* 1944年）[262]
- 6月23日 - ミヒャエル・クラウゼ（英語版）、ドイツの元フィールドホッケー選手、1972年オリンピック金メダリスト（* 1946年）[263]
- 6月23日 - クロード・ビュション（英語版）、フランスの元サイクリスト（* 1949年）[264]
- 6月23日 - カズ・ホサカ（英語版）、日本出身のアメリカ合衆国のドッグハンドラー（* 1958年）[265]
- 6月23日 - タマヨ・ペリー（英語版）、アメリカ合衆国の俳優、ライフガード、サーフィン指導者、元プロサーファー（* 1975年）[266]
- 6月23日 - フリオ・フーリオ（英語版）（チャールズ・ジョーンズ）、アメリカ合衆国のラッパー（* 1998年）[267]
- 6月24日 - ジョーン・ベネディクト（英語版）、アメリカ合衆国の女優（* 1927年）[268]
- 6月24日 - 金英傑（朝鮮語版）、大韓民国の化学工学者、浦項工科大学校名誉教授（* 1930年）[269]
- 6月24日 - ウィール・テーウェン（オランダ語版）、オランダの元プロサッカー選手、指導者（* 1938年）[270]
- 6月24日 - スサーナ・ルイス・セルッティ（英語版、スペイン語版）、アルゼンチンの外交官、弁護士、政治家、元外務・宗務相、元外務長官、元駐スイス・カナダ大使（* 1940年）[271]
- 6月24日（訃報発表日） - アンナ・ドミトリエワ（英語版）、ソビエト連邦、ロシアのテレビコメンテーター、元テニス選手（* 1940年）[272]
- 6月24日（訃報発表日） - ウンベルト・オラシオ・バジェステロス（英語版、スペイン語版）、アルゼンチン出身のペルーの元プロサッカー選手（* 1944年）[273][274]
- 6月24日 - ドラガン・カピチッチ（英語版）、ユーゴスラビア、セルビアの元プロバスケットボール選手、元ユーゴスラビア代表、元セルビア・バスケットボール連盟（英語版）会長（* 1948年）[275]
- 6月24日 - 佐藤イサク、日本の教育者、実業家、佐鳴予備校理事長、さなる社長（* 1949年）[276]
- 6月24日 - シフティ・シェルショック（英語版）（セス・バインザー）、アメリカ合衆国のミュージシャン、「クレイジー・タウン」のメンバー（* 1974年）[277]
- 6月25日 - 岡部三郎、日本の農林官僚、政治家、第64代北海道開発庁長官、第33代沖縄開発庁長官、元参議院議員【自由民主党所属】（* 1926年）[278]
- 6月25日 - ビル・コッブス、アメリカ合衆国の俳優（* 1934年）[279]
- 6月25日 - 本多秀賢、日本の天台宗の僧侶、元元善光寺住職（* 1941年）[280]
- 6月25日 - シカ・アノアイ、アメリカ領サモア出身の元プロレスラー【WWE殿堂表彰】（* 1945年）[281]
- 6月25日 - キム・ドンス（朝鮮語版）、大韓民国の俳優、声優、演出家（* 1947年）[282]
- 6月25日 - 鈴木登、日本の実業家、元愛知時計電機社長（* 1947年）[283]
- 6月25日 - トミー・ゴーマン（英語版）、アイルランドのジャーナリスト（* 1956年）[284]
- 6月25日（訃報発表日） - イ・ヘルン（朝鮮語版）（ハン・ソヌォル）、大韓民国のモデル、インフルエンサー、元レースクイーン（* 1992年）[285]
- 6月26日 - 古野清賢、日本の実業家、古野電気創業者・名誉相談役（* 1926年?）[286]
- 6月26日 - カール＝ハンス・レアマン（英語版）、ドイツの政治家、元教育科学相、元連邦議会議員、元ヴッパータール大学教授（* 1929年）[287][288]
- 6月26日 - パット・ヘイウッド（英語版）、イギリスの女優（* 1931年）[289]
- 6月26日 - ペーター・アルムブルスター、ドイツの原子核物理学者、原子物理学者、超重元素発見者、重イオン研究所研究員、元ダルムシュタット工科大学教授、元ラウエ・ランジュヴァン研究所（英語版）研究ディレクター（* 1931年）[290]
- 6月26日 - 高山真樹、日本の女優（* 1938年）[291]
- 6月26日 - ヤシャル・ヤクシュ（英語版）、トルコの外交官、政治家、元外相、元大国民議会議員、元駐サウジアラビア・エジプト・国際連合ウィーン事務局大使（* 1938年）[292]
- 6月26日 - ジム・コナーズ（英語版）、アメリカ合衆国の政治家、元スクラントン市長（* 1946年）[293]
- 6月26日 - 八木明哲、日本の空手家、元全沖縄空手道連盟会長（* 1949年）[294]
- 6月26日（訃報発表日） - 深海さとみ、日本の箏曲家、元東京芸術大学准教授（* 1950年）[295]
- 6月26日 - 松野太紀、日本の声優、俳優（* 1967年）[296]
- 6月26日 - 胡友平、中華人民共和国のバス乗務員（* 1969年）[297]
- 6月26日 - セルゲイ・ベレジン（英語版）、ソビエト連邦、ロシアの元プロアイスホッケー選手、元ロシア代表（* 1971年）[298]
- 6月26日（訃報発表日） - デニス・シドレンコ（ベラルーシ語版、ロシア語版）、ベラルーシの外交官、元駐ドイツ大使（* 1976年）[299][300]
- 6月26日 - 倉上慶大、日本のプロクライマー（* 1985年）[301]
- 6月27日 - ヨシヒロ・ウチダ、アメリカ合衆国の柔道指導者、元サンノゼ州立大学柔道コーチ（* 1920年）[302][303]
- 6月27日 - 佐藤竺、日本の政治学者、成蹊大学名誉教授（* 1928年）[304]
- 6月27日 - マーティン・マル、アメリカ合衆国のミュージシャン、俳優（* 1943年）[305]
- 6月27日（訃報発表日） - アレクサンドル・クナイフェリ（英語版）、ソビエト連邦、ロシアの作曲家（* 1943年）[306]
- 6月27日 - キンキー・フリードマン（英語版）、アメリカ合衆国のシンガーソングライター、コラムニスト、小説家、政治活動家（* 1944年）[307]
- 6月27日 - クリスティーナ・アルベルディ（英語版）、スペインの弁護士、政治家、元社会事務相、元下院議員、元司法評議会（英語版）議員（* 1946年）[308]
- 6月27日 - ジャック・ベルトロ（英語版、フランス語版）、フランスの政治家、元ブレスト市長、元フィニステール県評議会議員（* 1946年）[309]
- 6月27日 - マヌエル・フェルナンデス（英語版）、ポルトガルの元プロサッカー選手、指導者、元同国代表（* 1951年）[310]
- 6月27日 - セルジュ・アルキュリ（フランス語版）、カナダの作曲家（* 1954年）[311]
- 6月27日 - ランドリー・エングエモ、カメルーンの元プロサッカー選手、指導者、元同国代表（* 1985年）[312]
- 6月28日 - マーティ・パヴェリッチ（英語版）、カナダの元プロアイスホッケー選手（* 1927年）[313]
- 6月28日 - オードリー・フラック（英語版）、アメリカ合衆国のフォトリアリズム芸術家（* 1931年）[314]
- 6月28日 - 津久井督六、日本の実業家、ツクイ創業者（* 1936年）[315]
- 6月28日（訃報発表日） - ランド・バルトリーニ、イタリアのテノール、オペラ歌手（* 1937年）[316]
- 6月28日 - オーランド・セペダ、プエルトリコの元プロ野球選手【サンフランシスコ・ジャイアンツ、セントルイス・カージナルス所属】（* 1937年）[317]
- 6月28日 - マキノ正幸、日本の実業家、沖縄アクターズスクール創設者（* 1941年）[318]
- 6月28日 - コン・ナイ、カンボジアのミュージシャン、チャペイ（英語版）奏者（* 1944年）[319]
- 6月28日 - ジム・バローズ、アメリカ合衆国のアルペンスキーヤー、スキージャンパー、スキー指導者（* 1944年）[320]
- 6月28日 - モハメド・オスマン・ジャワリ、ソマリアの弁護士、政治家、元連邦議会議長、元大統領代行（* 1945年）[321]
- 6月28日 - イヴ・エルベ（英語版）、フランスの元プロサッカー選手、指導者、元同国代表（* 1945年）[322]
- 6月28日 - ロバート・アーウィン（英語版）、イギリスの作家、編集者、歴史学者（* 1946年）[323]
- 6月28日 - 菱沼千明、日本の工学者、東京工科大学名誉教授（* 1947年）[324]
- 6月28日 - 江森勲、日本の実業家、都築電気社長（* 1959年）[325]
- 6月28日 - 石晋華（中国語版）、中華民国（台湾）のコンセプチュアル・アーティスト、パフォーマンス・アーティスト（* 1964年）[326]
- 6月28日（訃報発表日） - 王韻壱（中国語版）、中華人民共和国の歌手（* 1986年）[327]
- 6月29日 - 施平（中国語版）、中華人民共和国の教育者、政治家、元中国共産党北京農業大学・華東師範大学委員会書記、元北京農業大学副学長、元上海市人民代表大会常務委員会副主任（* 1911年）[328]
- 6月29日 - 坂本卓、日本の実業家、元日鉱金属社長（* 1929年）[329]
- 6月29日 - 久保田競、日本の神経生理学者、元京都大学霊長類研究所所長、京都大学名誉教授（* 1932年）[330]
- 6月29日 - 押阪忍、日本のフリーアナウンサー【元日本教育テレビ所属】、司会者、芸能プロモーター、エス・オー・プロモーション創業者・取締役会長（* 1935年）[331][332]
- 6月29日 - 梁石日、日本の作家（* 1936年）[333]
- 6月29日 - ジャクリーン・デ・ヨング（英語版）、オランダの芸術家（* 1939年）[334]
- 6月29日 - ラティファ・ハンム、モロッコの王母、元王妃（* 1946年）[335]
- 6月29日 - ダグ・シーハン（英語版）、アメリカ合衆国の俳優（* 1949年）[336]
- 6月29日 - ポール・エンガー（英語版）、ノルウェーの美術品泥棒、元サッカー選手（* 1967年）[337]
- 6月29日 - チョ・ミヌン（朝鮮語版）、大韓民国の声楽家（* 1987年）[338]
- 6月30日 - マヌエル・カルガレイロ（英語版）、ポルトガルの画家、陶芸家（* 1927年）[339]
- 6月30日 - 佐藤耕司、日本の能楽師、宝生流シテ方（* 1930年）[340]
- 6月30日 - ジルベール・デメ（英語版）、ベルギーの元プロサイクリスト（* 1931年）[341]
- 6月30日 - 宋家樹（中国語版）、中華人民共和国の金属物理学者、技術者、中国工程物理研究院研究員（* 1932年）[342]
- 6月30日 - R・サンパンタン（英語版）、スリランカの政治家、国会議員、タミル国民連合党首（* 1933年）[343]
- 6月30日 - ヨン・ヨネスク（英語版、ルーマニア語版）、ルーマニアの元サッカー選手、指導者（* 1936年）[344]
- 6月30日 - 高重錫（朝鮮語版）、大韓民国の法曹、元憲法裁判所裁判官、元光州高等法院（朝鮮語版）院長（* 1937年）[345]
- 6月30日 - ブライアン・キルビー（英語版）、イギリスの元マラソンランナー（* 1938年）[346]
- 6月30日 - オル・ジェイコブス（英語版）、ナイジェリアの俳優（* 1942年）[347]
- 6月30日 - 徳山孝、日本の実業家、勇心酒造社長（* 1942年?）[348]
- 6月30日 - ハルヴァルト・バッケ（英語版）、ノルウェーの政治家、元文化科学相・貿易海運相、元ストーティング議員、元ノルウェー放送協会会長（* 1943年）[349]
- 6月30日 - ディルシア・ノエミ・パガン（英語版）、プエルトリコの独立運動家、政治活動家、政治犯【プエルトリコ民族解放軍（英語版）所属】、映画プロデューサー、映画監督、作家、芸術家（* 1946年）[350]
- 6月30日 - エヴァ・ゲルプ（ドイツ語版）、ドイツの女優、声優（* 1946年）[351]
- 6月30日 - ジャン＝ピエール・デコンブ（フランス語版）、フランスのテレビ司会者（* 1947年）[352]
- 6月30日（訃報発表日） - 渡辺勝、日本のミュージシャン、「はちみつぱい」の元メンバー（* 1950年）[353]
- 6月30日 - マリア・ロザリア・オマッジョ（英語版、イタリア語版）、イタリアの女優、作家（* 1957年）[354]
- 6月30日（訃報発表日） - ルーシャス・バンダ、マラウイのシンガーソングライター、政治家、元国民議会議員（* 1970年）[355]
- 6月30日 - エリック・プジャド（英語版）、フランスの元体操選手、2000年オリンピック銀メダリスト（* 1972年）[356]
- 6月30日 - 張志傑、中華人民共和国のバドミントン選手（* 2007年）[357]

## 没日不明
- 6月中 - 大輪弘之、日本の高校野球指導者、元武蔵工業大学付属信州工業高等学校野球部監督（* 1943年）[358]